# Elizabeth Barrett Browning
Pour les articles homonymes, voir Barrett, Browning et EBB.
Vous lisez un « article de qualité » labellisé en 2009.
Elizabeth Barrett Browning (EBB), née le 6 mars 1806 à Coxhoe Hall, dans le comté de Durham, et morte le 29 juin 1861 à Florence, est une poétesse, essayiste et pamphlétaire britannique de l'ère victorienne.
Ses parents, Edward Moulton-Barrett et Mary Graham-Clarke, ont eu douze enfants, huit garçons et quatre filles, dont l'une décède alors qu'Elizabeth a huit ans. Dès son plus jeune âge, elle commence à écrire. Son intérêt la porte vers les œuvres de l'Antiquité gréco-latine et hébraïque lues dans le texte. Elle cultive aussi les grands classiques anglais, français, allemands et italiens.
Sa vie bascule lorsque, à la fin de son adolescence, elle est frappée par une paralysie sans doute d'origine psychosomatique, aggravée par la perte de sa mère en 1828 et, surtout, par le décès tragique, en 1840, de son frère préféré, Edward. Elle vit alors en recluse dans sa chambre du 50, Wimpole Street à Londres, auprès d'un père à l'affection tyrannique envers ses enfants auxquels il entend imposer le célibat.
Le poète Robert Browning, ébloui par la lecture d'un recueil de ses poèmes, entreprend avec elle une correspondance qui devient vite amoureuse. Au bout de deux ans, le couple se marie clandestinement et s'enfuit en Italie, où il réside jusqu'à la mort d'Elizabeth en 1861.
Elizabeth Barrett Browning est surtout connue pour deux œuvres, Sonnets from the Portuguese (« Sonnets portugais ») dans lequel elle chante son amour naissant, puis triomphant, pour Robert Browning, et Aurora Leigh, long roman en vers où elle aborde des problèmes historiques, sociaux et politiques, mais aussi retrace l'itinéraire personnel, intellectuel et moral d'une artiste revendiquant sa féminité et l'accomplissement de sa vocation.
C'est l'une des figures majeures de la poésie victorienne, une écrivaine à la fois engagée et lyrique, à la culture encyclopédique, qui, comme elle l'écrit dans Aurora Leigh, s'applique à « analyser, confronter et questionner » (« […] analyse, / Confront and question […] »), tout en exprimant les turbulences ou les extases de son cœur.

## Vie

### L'enfance et l'adolescence

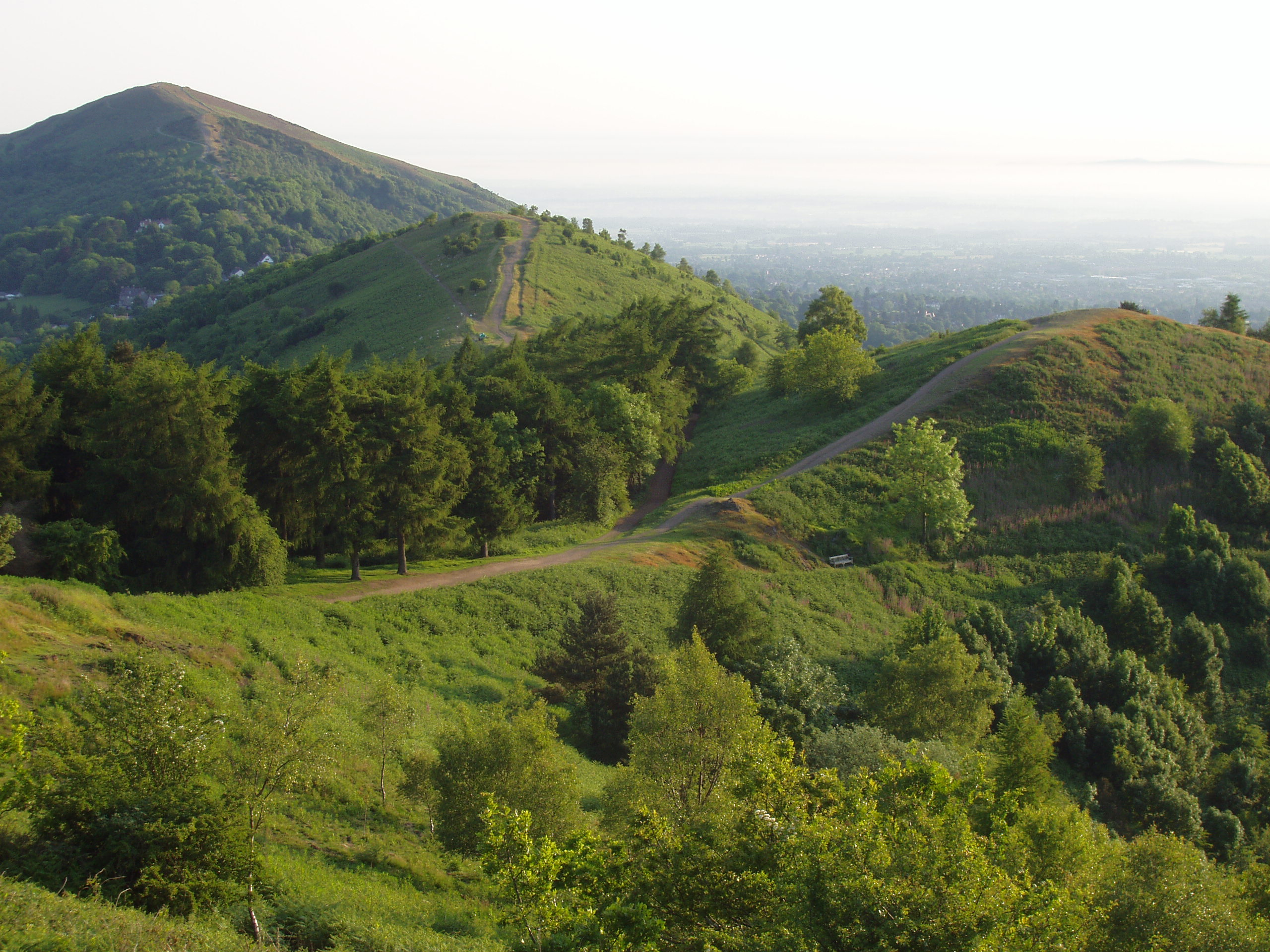
Paysage des Malvern Hills.

#### Une enfance dorée
Elizabeth Barrett Moulton naît le 6 mars 1806 à Coxhoe Hall, Comté de Durham. Son père, Edward Moulton-Barrett, a fait fortune en Jamaïque avec les plantations de canne à sucre dont il a hérité et, en 1809, il achète le manoir de Hope End, à Ledbury, dans le Herefordshire, entouré d'environ 203 hectares de terres (500 acres), près des Malvern Hills.
Ces collines font partie du paysage culturel d'Elizabeth qui les évoque dans certaines de ses œuvres, en particulier dans ses poèmes dits « campagnards », mentionnés plus bas (voir § 3), et aussi dans Aurora Leigh où l'héroïne est envoyée chez une parente résidant dans cette région. À leur propos, elle écrit : « Elles sont pour moi les collines de mon enfance ; car bien que je fusse née dans le comté de Durham, j'étais un tout petit enfant lorsque je vins dans leur voisinage, et j'y ai vécu jusqu'à la vingtaine passée »,.
Très tôt, elle commence à écrire des poèmes. Le premier semble avoir été composé à l'âge de six ou huit ans. Le manuscrit, qui est déposé à la Berg Collection de la Bibliothèque publique de New York, est daté de 1812, mais le chiffre 2 a été rajouté sur un autre préalablement gratté, si bien que la date indiquée reste sujette à caution. Ses poèmes campagnards, en tous les cas, tels que « The Lost Bower » (« La Charmille perdue »), « Hector in the Garden » (« Hector dans le jardin ») et « The Deserted Garden » (« Le Jardin déserté ») se réfèrent aux forêts et aux jardins de Hope End.
Elizabeth y vit une enfance dorée, cultivant des roses blanches, montant son poney, fréquentant d'autres familles du voisinage. Elle s'intéresse au théâtre et met en scène des pièces avec ses onze frères et sœurs, tous curieux et épris des choses de l'art. C'est elle l'aînée et, en tant que telle, elle a une attitude quasi maternelle envers cette grande fratrie très soudée. Tous les enfants Barrett portent des petits noms : Elizabeth est « Ba » ; son frère Edward est « Bro ». C'est celui qu'elle préfère et c'est à lui qu'elle demandera, plus tard, de l'accompagner à Torquay.

#### Un esprit éveillé

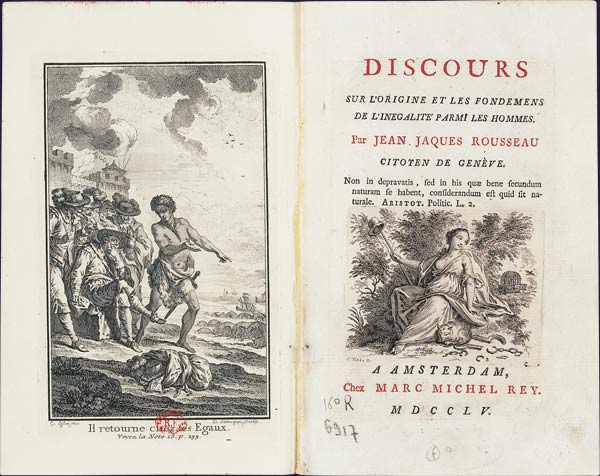
Discours sur l'origine et les fondements de l'inégalité parmi les hommes de J-J. Rousseau, qu'a lu Elizabeth.

Elizabeth est une enfant à l'esprit curieux et éveillé. Elle lit Shakespeare, l’Iliade et l’Odyssée dans la traduction de Pope, l'histoire de l'Angleterre, de la Grèce et de Rome, le Paradis perdu de Milton, tout cela avant l'âge de dix ans. À douze ans, elle a écrit un poème épique, The Battle of Marathon (« La bataille de Marathon ») en quatre livres de distiques rimés (« rhyming couplets »). Son père le fait publier en 1819 à compte d'auteur lorsqu'elle a quatorze ans et, plus tard, elle commente ce premier ouvrage en ces termes : « 
« L'Homère de Pope refait, ou plutôt défait » (« Pope's Homer done over again, or rather undone
»).

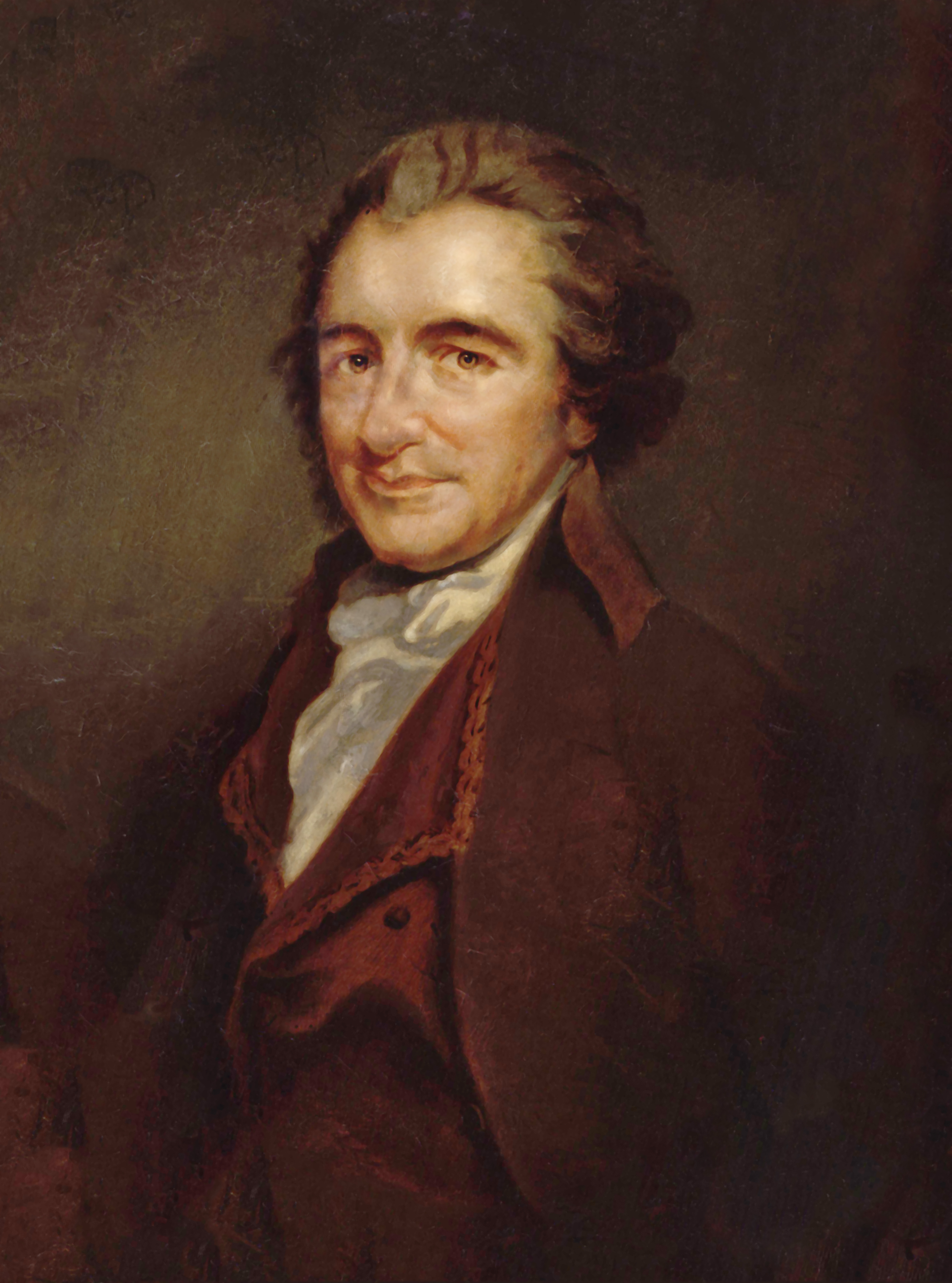
Thomas Paine, philosophe américain connu d'Elizabeth.

Bien qu'elle profite des leçons du précepteur de son frère, c'est elle qui prend l'initiative de ses lectures. Ainsi, pendant son adolescence, elle étudie dans le texte original la plupart des auteurs grecs et latins, de même que l'Inferno de Dante. Cet appétit intellectuel la pousse aussi à apprendre l'hébreu pour pouvoir lire L'Ancien Testament d'un bout à l'autre. Elle cultive également les écrivains du Siècle des Lumières, Thomas Paine, révolutionnaire et déiste américain, Voltaire et Jean-Jacques Rousseau.
Cet éveil la conduit à se préoccuper de problèmes encore tabous en l'Angleterre victorienne, comme ceux des droits de l'homme et, attitude insolite, de la femme, dont elle s'entretient dans sa correspondance avec Mary Wollstonecraft, premier écrivain résolument féministe du royaume, qui a publié en 1792 Vindication of the Rights of Woman (« Défense des droits de la femme »).

### La jeune maturité et la maladie

#### Vingt ans et le retour aux classiques grecs

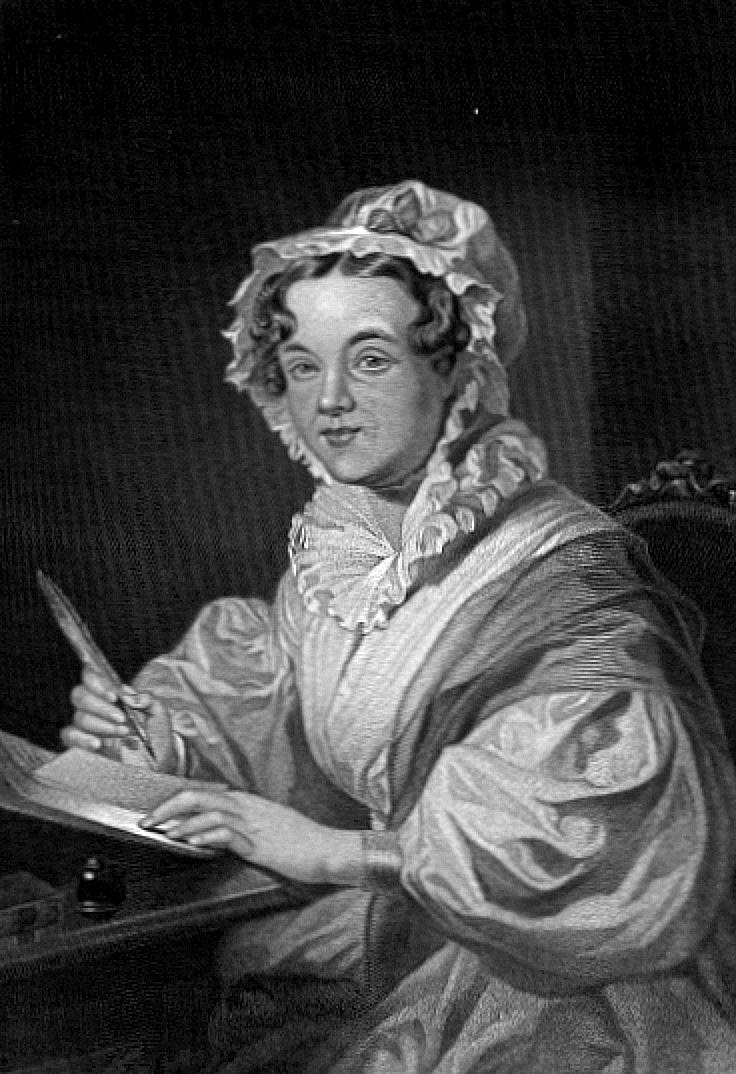
Mary Russell Mitford, l'amie et la correspondante d'Elizabeth.

Mary Russell Mitford l'a décrite telle qu'elle était dans sa jeunesse :  « Une silhouette fine et délicate, avec deux gerbes de bouclettes noires tombant de chaque côté d'un visage particulièrement expressif ; de grands yeux tendres, avec une généreuse frange de cils noirs et un sourire tel un rayon de soleil. » (« A slight, delicate figure, with a shower of dark curls falling on each side of a most expressive face; large, tender eyes, richly fringed by dark eyelashes, and a smile like a sun beam »).
Vers ses vingt ans, Elizabeth Barrett se prend d'amitié pour des voisins, deux érudits spécialistes de grec ancien, Uvedale Price, théoricien de la notion de « pittoresque », qui a passé les quatre-vingts ans et mourra quelques années plus tard, et Hugh Stuart Boyd, lui aussi d'un âge avancé et aveugle. Elle entretient une correspondance suivie avec eux et c'est Boyd qui l'encourage à reprendre ses études de la Grèce antique. Sur ses recommandations, elle se consacre à Homère, Pindare, Aristophane, aux grands tragiques, Eschyle, en particulier, dont elle traduit le Prométhée enchaîné qui sera publié en 1833, toujours par Mr Barrett, et Sophocle. Elle porte également son attention aux auteurs byzantins chrétiens.
Au bout de quelques années, elle s'éloigne intellectuellement de son mentor (avec lequel, cependant, elle correspondra jusqu'à sa mort) et poursuit ses travaux selon ses propres goûts littéraires et philosophiques. Sa fascination intellectuelle pour les classiques et la métaphysique trouve son pendant dans une obsession religieuse qu'elle décrit plus tard comme « Non point la profonde conviction d'un Chrétien modéré, mais les visions farouches d'une enthousiaste » (« not the deep persuasion of the mild Christian but the wild visions of an enthusiast »). Cet « enthousiasme » relève de la foi méthodiste, que partage sa famille et dans laquelle son père joue un rôle éminent au sein d'associations d'études bibliques et d'activités missionnaires.
En 1828, Mrs Barrett meurt soudainement et est enterrée auprès de sa fille Mary, décédée à quatre ans, au cimetière de l'église paroissiale St Mary and All Angels de Ledbury. D'après ce que raconte Hugh Stuart Boyd dans sa correspondance, Elizabeth, alors âgée de vingt-deux ans, est si choquée de ce deuil qu'elle en perd tout « pouvoir de pensée » (the power of thinking). Pourtant, l'influence de Mrs Barrett sur ses enfants n'est pas prépondérante : elle apparaît comme une mère restée dans l'ombre de son mari qui, lui, règne en maître sur la maisonnée.

#### Les affaires de Mr Barrett en déclin

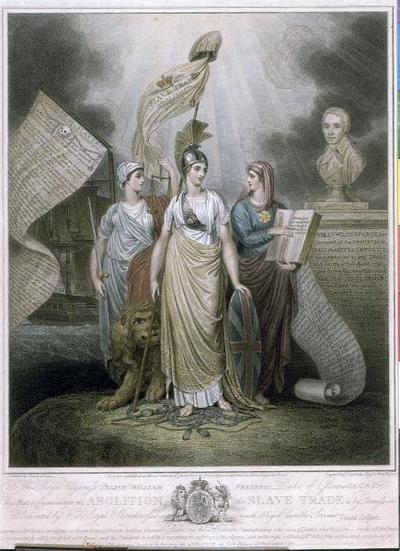
Gravure commémorant l'abolition de l'esclavage par le Parlement britannique en 1833 (Gravure de Joseph Collyer).

Les émeutes en Jamaïque au début des années 1830 mobilisent l'intelligentsia, en Angleterre et aux États-Unis, contre le système esclavagiste. Des groupes tels que les quakers en Amérique du Nord et la Société pour l'abolition de l'esclavage en Grande-Bretagne jouent un rôle décisif pour sensibiliser l'opinion par le biais de pétitions publiques, de campagnes de boycott et par la diffusion de documents décrivant et parfois illustrant les conditions de vie des esclaves à bord des navires négriers et dans les plantations.
La Grande-Bretagne abolit l'esclavage en 1833. Toutefois, si le Slavery Abolition Act marque la fin de la traite négrière, il n'affranchit pas encore les esclaves déjà transportés. Cet affranchissement a été progressif, âprement négocié au parlement britannique et il ne s'applique pas aux possessions autres que les West Indies (« les Caraïbes »), par exemple à l'Inde, Ceylan ou Sainte-Hélène. De plus, différentes étapes ont été établies, selon les particularités des plantations et les contraintes commerciales locales. Enfin, l'Europe continentale est à la traîne, la France ne suivant l'exemple de l'Angleterre qu'en 1848, et les États-Unis sont loin d'être prêts à changer leur système.
Elizabeth Barrett, qui sera une grande admiratrice de Harriet Beecher Stowe (1811-1896), dont Uncle Tom's Cabin (« La case de l'Oncle Tom ») paraîtra en 1852, épouse ce combat avec passion et n'a de cesse de défendre farouchement la cause de l'abolition totale et définitive, ce qui explique qu'en 1849, elle publie encore un poème à ce sujet, The Runaway Slave at Pilgrim's Point (« L'esclave fugitif à la Pointe du Pèlerin »), monologue dramatique d'une esclave violée qui finit par tuer son nouveau-né de couleur blanche.
Quoi qu'il en soit, les troubles dans les plantations et l'abolition font rapidement péricliter les affaires jamaïcaines d'Edward Moulton Barrett, qui se trouve forcé de vendre le manoir de Hope End. La famille change donc de résidence trois fois de 1832 à 1837, sans pour autant, semble-t-il, se voir considérablement appauvrie. C'est à Sidmouth, dans le Devon, où les Barrett ont vécu pendant trois années, qu'Elizabeth a traduit le Prométhée enchaîné d'Eschyle en 1833.

#### L'installation à Londres

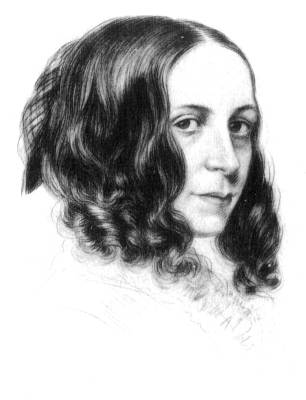
Portrait en esquisse d'Elizabeth dans sa jeune maturité.

En définitive, après avoir déménagé à Londres et séjourné quelque temps à Gloucester Place, Mr Barrett et ses enfants s'installent au 50, Wimpole Street en 1838. Elizabeth publie The Seraphim and Other Poems (« Le séraphin et autres poèmes ») cette même année. Il s'agit du premier recueil à porter son nom, considéré comme la meilleure œuvre de sa jeune maturité. Elle écrit à ce sujet : « À vrai dire, cette tentative est, et sera jugée par autrui comme une épreuve de force plus importante que n'importe laquelle de celle qui l'ont précédées » (My present attempt is actually, and will be considered by others, more a trial of strength than either of my preceding ones). Deux années plus tard, dans un article consacré aux poétesses contemporaines, The Quarterly Review, critique The Seraphim avec respect, sans pour autant accorder à son auteur un statut supérieur à celui qu'il attribue à Mrs Caroline Sheridan Norton, poétesse et romancière dont le nom a disparu des histoires de la littérature.

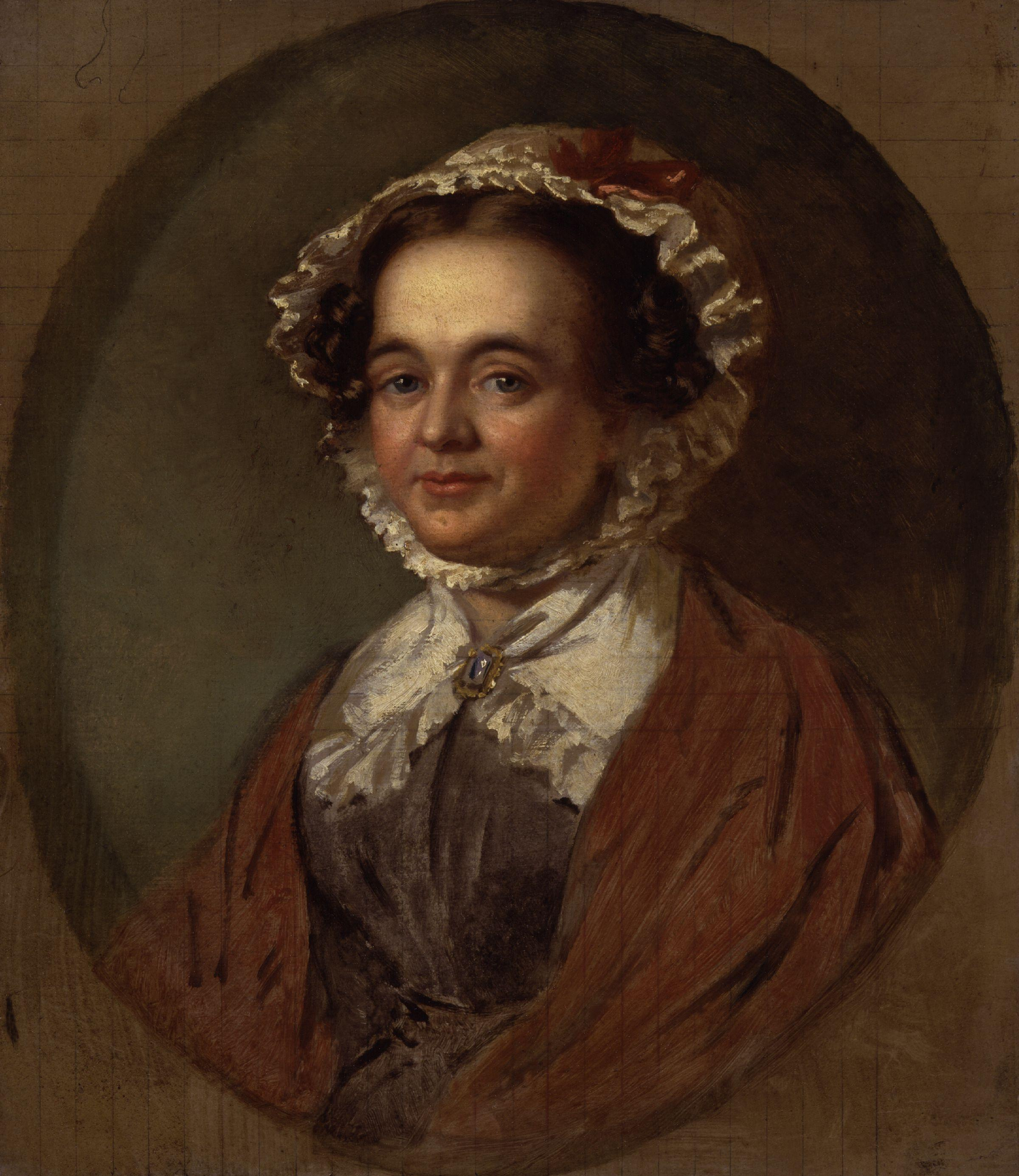
Mary Russell Mitford, par le peintre-écrivain Benjamin Robert Haydon, 1824

L'arrivée à Londres marque un tournant dans la vie d'Elizabeth Barrett. Elle continue d'écrire et publier : The Romaunt of Margaret, The Romaunt of the Page, The Poet's Vow (« La romance de Margaret », « La romance du Page », « Le vœu du poète »), etc. Elle correspond avec plusieurs célébrités de son temps, y compris Walter Savage Landor (1777-1864), William Wordsworth (1770-1850), qu'elle rencontre et décrit ainsi : « Wordsworth ne m'a pas du tout déçue, bien que sans doute je n'eusse pas dû le sortir du lot en tant que grand homme » (I was not at all disappointed in Wordsworth, although perhaps I should not have singled him out from the mutitude as a great man), et surtout à sa meilleure amie, l'écrivain Mary Russell Mitford (1787-1855), poétesse, dramaturge, essayiste, romancière, « un tempérament ensoleillé et affectueux »  (a sunny affectionate nature).

#### La maladie d'Elizabeth, puis la mort accidentelle de Bro
Cependant, sa santé s'altère sans qu'on en comprenne la cause. Elle a fait une chute de poney à l'âge de quinze ans et il se peut qu'elle ait à cette occasion subi une légère hémorragie cérébrale. Elle avait auparavant commencé à souffrir de troubles « nerveux » et d'insomnie chronique pour lesquels son médecin, le docteur Coker, lui avait prescrit de l'opium. Une « faiblesse pulmonaire », et même un abcès au poumon ont été également évoqués. Sa vie s'en trouve désormais changée, la maladie ne la quittant plus.

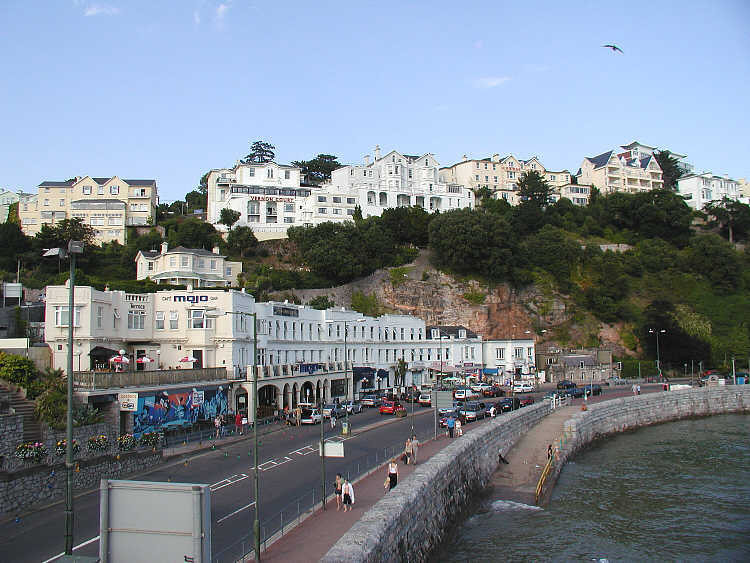
Le bord de mer à Torquay aujourd'hui.

Pour restaurer sa santé et sur l'insistance de son médecin, elle va passer quelques mois à Torquay, sur la côte du Devonshire. Cette station balnéaire bénéficie en effet d'un microclimat et le Devonshire est un comté qu'elle connaît pour avoir habité auparavant le village de Ledbury. Elle insiste pour que son frère préféré, Edward (« Bro »), l'y accompagne. M. Barrett désapprouve ce départ mais ne s'y oppose pas. Elizabeth aime entendre le jeune homme lui raconter ses sorties, lui qui dîne et danse en ville, va nager au large et fait de la voile, alors qu'elle reste figée dans sa faiblesse. Mais ces moments de relatif bonheur prennent fin brutalement le 11 juillet 1840, quand Edward se noie avec deux amis lors d'une sortie en mer. Les corps ne sont retrouvés que trois jours plus tard. Cette tragédie laisse Elizabeth désemparée et malade, au point qu'il lui est désormais impossible d'évoquer l'accident et même de prononcer le nom de son frère.

#### La recluse de Wimpole Street
Elle reste seule à Torquay pendant de longs mois, mais son état de prostration est tel que, rentrée à Londres dans une voiture spécialement conçue pour elle, dans laquelle elle peut s'allonger, elle se réfugie dans sa chambre, tapissée de lourdes draperies de damas vert et encore assombrie par l'amas de lierre qui, l'été, envahit la fenêtre demeurant close. Elle ne sort presque jamais et, lorsqu'elle le fait, on la porte et la promène dans une chaise roulante. L'opium qui lui est prescrit ne fait qu'aggraver son état. Rongée par la tristesse et un sentiment de culpabilité qui la poursuivra tout au long de sa vie (c'est elle qui a insisté pour qu'Edward, d'abord réticent, l'accompagne à Torquay), la seule compagnie qu'elle semble apprécier est celle de son cocker doré Flush, offert par Mary Russell-Mitford. Elle refuse toutes visites autres que celles de ses proches et d'une ou deux personnes. Parmi celles-ci, se trouve John Kenyon, riche amateur d'art et épris des lettres, d'un tempérament jovial et chaleureux. C'est un cousin distant et un camarade d'enfance de son père, qui aidera Elizabeth lorsqu'elle fera connaissance avec Robert Browning.
M. Barrett est un homme d'autorité qui règne en patriarche sur ses enfants et s'emploie plus particulièrement à protéger sa fille affaiblie. Contrairement à ses sœurs, elle n'est astreinte à aucune tâche domestique et a tout loisir de cultiver son esprit, de correspondre avec les sommités du monde littéraire et de se consacrer à la poésie. L'affection tyrannique de son père est non seulement acceptée par Elizabeth, qui éprouve à son égard un immense respect, mais source de sécurité et même de douceur. Ensemble, ils prient le soir dans la chambre de la malade et il est comme acquis, dès le départ, que la famille ne se séparera jamais, tant la vie loin du père paraît dénuée de sens. Plus tard, Elizabeth, alors mariée et vivant en Italie, écrira à ce sujet : « Aucun de ses enfants ne se mariera jamais sans rupture, ce que nous savons tous, bien que lui probablement ne le sache pas ».
La sollicitude qui l'entoure, le dévouement de ses frères et sœurs, la diligence paternelle, toute cette affection la plonge dans un cercle vicieux de mélancolie dans laquelle elle semble se complaire. « Ma famille était si habituée à l'idée de ma vie perpétuelle dans cette chambre, raconte-t-elle dans la même lettre, que, pendant que mon cœur se dévorait lui-même, leur amour pour moi était rasséréné, et, à la fin, le mal devint à peine perceptible. […] Nous nous habituions tous à la pensée du tombeau : et j'étais enterrée. Même ma poésie […] était quelque chose d'extérieur à moi-même […] ». Le même thème est repris dans le troisième des Sonnets portugais, où le « cœur princier » est Robert Browning : « Différents nous sommes, ô cœur princier ! / Différents sont nos usages et nos destins. / […] moi, / Pauvre aède, las, errant, qui chante dans / La nuit […] ».
Dans sa lettre du 20 mars 1845 à Robert Browning, cependant, elle semble avoir pris conscience de l'incongruité de son état. Elle écrit : « J'ai vécu seulement intérieurement — ou avec la tristesse, pour toute émotion forte. […] il semblait que je fusse debout au bord du monde, sans perspective […], j'ai commencé à penser avec amertume que j'étais restée aveugle dans le temple […]. J'étais comme un mourant qui n'avait pas lu Shakespeare et il était trop tard […], ne comprenez-vous pas que je suis avec de notables désavantages, que je suis, d'une certaine manière, comme un poète aveugle ? ».

### Le mariage avec Robert Browning et la fuite en Italie

#### Robert Browning en admiration
Les poèmes qu'elle publie en 1844 font d'elle l'un des écrivains les plus célèbres du royaume et donnent l'envie à Robert Browning de lui exprimer son admiration. Il est aussi flatté de l'excellent compte rendu qu'Elizabeth, dans Lady Geraldine's Courtship (« La cour faite à Lady Geraldine »), a fait de son recueil « Bells and Pomegranates » (« Grenades et clochettes ») victimes des attaques du monde littéraire. On peut lire aux vers 163-164 : « […] quelque grenade de Browning, offrant en son sein, à qui l'ouvre et la tranche en deux moitiés, des veines riches du sang de l'humanité ». Ainsi, le 10 janvier 1845, il lui envoie une lettre déjà hardie, dans laquelle il écrit : « J'aime (love) vos vers de tout mon cœur, chère Miss Barrett […] dans cet acte de m'adresser à vous, à vous-même, mon sentiment s'élève pleinement. Oui, c'est un fait que j'aime (love) vos vers de tout mon cœur, et aussi que je vous aime (love), vous. ».

#### Une correspondance amoureuse
Elizabeth, rendant compte de l'événement à son amie Mrs James Martin, qu'elle a connue à Colwall, s'écrie : « Hier soir, j'ai eu une lettre de Browning, le poète, lettre qui m'a jetée dans des extases, de Browning, l'auteur de Paracelsus et le roi des mystiques ».
Alors commence l'une des plus célèbres correspondances amoureuses de l'histoire littéraire.
D'abord, Elizabeth reste prudente, faisant savoir à Browning qu'elle souhaite qu'il oublie qu'elle est une femme (« étant lasse et blasée des vaines galanteries, dont j'avais eu ma part, d'autant plus peut-être à cause de ma situation particulière qui les rendait sans conséquence »). Puis, malgré ces bonnes intentions affichées, elle se laisse peu à peu aller à la taquinerie, au marivaudage élégant. Du corset strictement littéraire, on passe à l'amitié et après plusieurs mois de tergiversations, John Kenyon obtient de la recluse la permission d'organiser une rencontre.
La première visite a lieu en mai 1845 : « Enfin, j'ai dû consentir à le recevoir dans des conditions où je n'avais jamais reçu un étranger. Je ne saurais dire pourquoi, mais, avec lui, je ne pouvais persister dans mon refus. Je le reçus pourtant bien à contre-cœur. Mais il a une façon d'arranger les choses que je n'ai pas, moi, une façon d'écarter les obstacles. Il écrit les lettres les plus charmantes du monde. Enfin, un jour, il est venu. »,.
Elizabeth, de six ans son aînée et apparemment invalide, peine à croire que cet homme, si vigoureux et si bien introduit dans le monde intellectuel de la capitale anglaise, puisse l'aimer à ce point, et ce doute qui la taraude, elle l'exprime dans les premiers d'une série de poèmes écrits au cours des deux années suivant leur rencontre, les Sonnets from the Portuguese (« Sonnets portugais »).

#### Un mariage clandestin

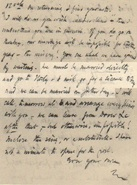
Lettre de Robert à Elizabeth, 10 septembre 1846, l'avant-veille du mariage clandestin.

Edward Moulton-Barrett a une confiance totale en son autorité paternelle, ce qui l'éloigne du soupçon, et ses affaires le retiennent le plus souvent à la City. Browning multiplie les visites. Virginia Woolf, dans Flush, une biographie d'Elizabeth où elle prête sa plume au cocker de la maison, écrit à ce sujet : « […] l'homme sombre dans son fauteuil […] venait encore et encore et encore. Au début, c'était une fois par semaine ; puis ce fut deux fois par semaine. Il venait toujours dans l'après-midi. Et les jours où il ne venait pas, ses lettres arrivaient. Et quand lui-même était parti, ses fleurs étaient là. Et les matins où elle était seule, Miss Barrett lui écrivait. Cet homme sombre, raide, brusque, vigoureux, avec ses cheveux bruns, ses joues rouges et ses gants jaunes était partout ».
Au bout de deux années et malgré sa réticence à agir dans le secret, Browning insiste auprès de la recluse pour qu'elle franchisse le pas. L'occasion en est fournie par M. Barrett lui-même lorsque, le 9 septembre 1846, il annonce sa décision d'envoyer toute sa famille à la campagne pendant des travaux de rénovation bientôt prévus. Elizabeth en informe son soupirant dont la réponse, le lendemain, est péremptoire : il faut se marier sans délai (illustration ci-contre). Il est vrai que, galvanisée par son amour, Elizabeth sort de plus en plus et reprend goût à la vie extérieure. Le 12 au matin, elle se lève, puis quitte discrètement sa chambre avec sa nurse Wilson. Elle rejoint Browning et les deux amants se marient en l'église paroissiale de St. Marylebone. La cérémonie a duré une demi-heure, avec la nurse et un ami de Robert comme témoins. Après quoi, par respect des convenances et afin de préparer la fuite, les deux femmes reviennent à la maison pour une semaine.

#### La fuite en Italie

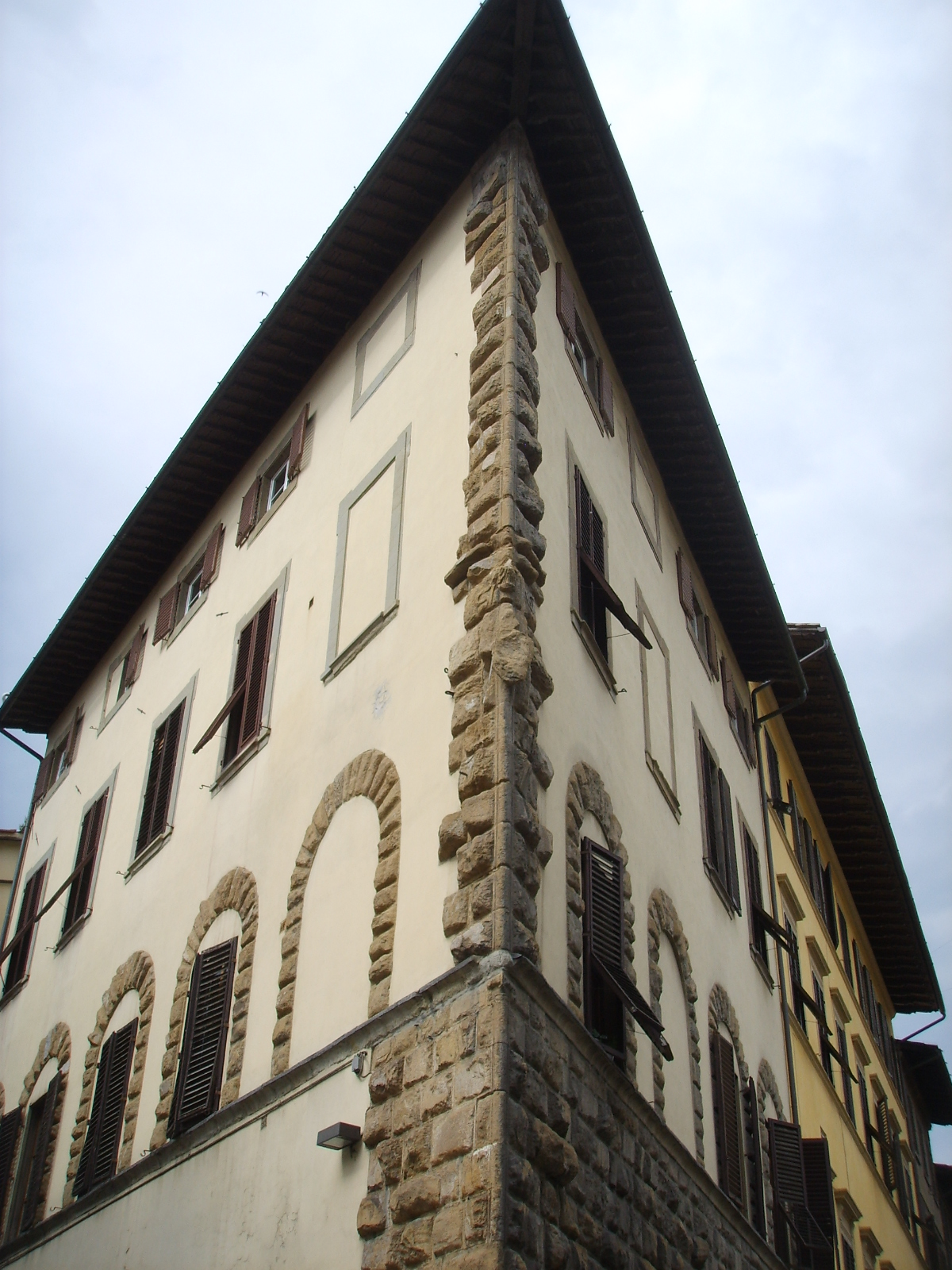
Vue d'angle de la Casa Guidi.

Comme l'un des héros de son enfance, le poète Percy Bysshe Shelley qui a enlevé Mary Wollstonecraft Godwin, ensuite connue sous le nom de Mary Shelley, l'auteur de Frankestein (mais Mary n'avait que seize ans !), Robert Browning s'enfuit huit jours plus tard en Italie avec Elizabeth. L'Italie a été choisie pour plusieurs raisons : le climat, la vie moins chère, les arts et la culture. Le 19 septembre, la recluse quitte discrètement le 50 Wimpole Street, toujours accompagnée de la nurse et aussi, cette fois, du cocker doré Flush. Les fuyards doivent passer devant la salle à manger où se trouve M. Barrett et Elizabeth murmure : « Si Flush aboie, nous sommes perdus » (If Flush barks, we're lost).
Flush n'aboie pas ; commence alors pour le couple une errance géographique et intellectuelle, à partir d'un logement provisoire à Florence, puis, dès l'été 1847, de leur base de Casa Guidi, Via Bassio, près du Palais Pitti. Ainsi, les poètes voyagent de ville en ville, Rome, Sienne, Bagni di Lucca, Paris et même Londres, pendant plusieurs années (Voir la section : « Chronologie » et article connexe Robert Browning). M. Barrett a beau menacer de tuer le chien, qui est déjà loin, puis de déshériter sa fille, comme il le fait de chacun de ses enfants qui transgresse son opposition au mariage, la rente personnelle d'Elizabeth, héritage d'un oncle décédé en 1837, permet au couple de connaître une petite aisance, d'autant que les Browning ne courtisent pas les richesses et aiment à vivre frugalement.
Jamais Elizabeth ne retournera dans la maison familiale et jamais son père ne lui pardonnera sa « trahison ». Ses lettres lui sont renvoyées sans avoir été ouvertes. Les sœurs Barrett approuvent la transgression d'Elizabeth, mais ses frères sont beaucoup plus réticents,. Elle ne reverra donc pas son père, qui meurt en 1857 sans qu'elle puisse assister à ses derniers instants ni à ses obsèques.

#### La santé reconquise mais fragile

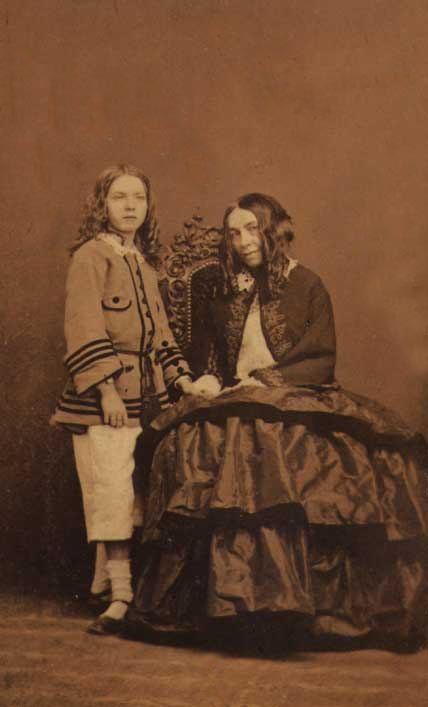
Elizabeth, avec son fils Pen, vers 1860.

La libération de sa prison de Wimpole Street, la beauté des paysages italiens, l'amour de son mari métamorphosent Elizabeth qui, en quelques mois, est, au moins temporairement, sevrée de l'opium. Elle retrouve sa mobilité et, en grande partie, son dynamisme (Voir la section : « Chronologie »), ce qui semble confirmer que, si son organisme reste fragile, portant les séquelles d'un épisode sans doute prétuberculeux vécu pendant l'adolescence, sa paralysie a été d'origine psychosomatique, diagnostic ultérieurement confirmé par la science médicale,.
Le couple Browning, mais Elizabeth encore plus que son mari, est respecté et admiré en Italie où on l'aborde souvent pour lui parler ou demander des autographes. En 1849 à Florence, après plusieurs fausses couches, Elizabeth, alors âgée de quarante-trois ans, donne naissance à un fils, Robert Wiedemann Barrett Browning, connu sous le petit nom de « Penini », du mot italien pinini (« petit chéri »), comme l'appelle sa mère, et des premières syllabes qu'il ait prononcées, raccourcies en « Pen ».
Ce dernier se mariera mais n'aura pas d'enfants : ainsi, les célèbres poètes sont restés sans descendance directe, et la Casa Guidi est aujourd'hui propriété d'Eton College.

### Les dernières années et la mort

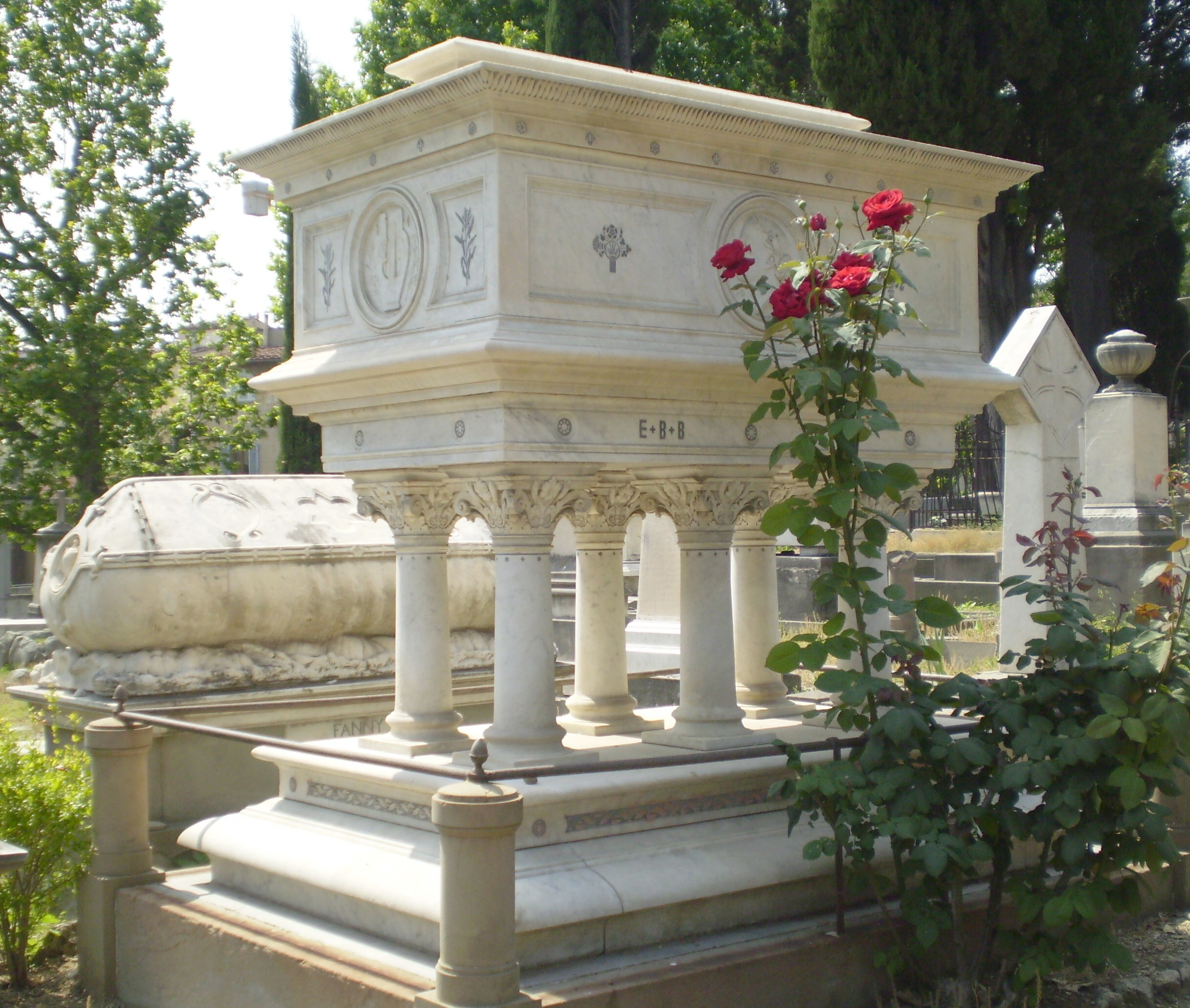
Tombeau d'Elizabeth au Cimitero degli Inglesi de Florence.

Browning insiste pour que la seconde édition des Poems d'Elizabeth comprenne les Sonnets from the Portuguese. Cette publication porte la réputation de la poétesse à son zénith dans l'Angleterre victorienne, tant et si bien qu'en 1850, à la mort de Wordsworth, elle n'est devancée que de justesse par Tennyson pour le titre de Poète Lauréat.
Cependant, sa santé s'altère, sans doute en raison de problèmes pulmonaires, peut-être tuberculeux, qu'à nouveau on traite avec des opiacés. De plus en plus faible, elle meurt dans les bras de son mari, seul avec elle en cette nuit du 30 juin 1861. Dans une lettre à Mrs Blagden, Robert Browning raconte les derniers instants de sa femme : « Puis vint ce que mon cœur gardera jusqu'à ce que je la revoie et au-delà - la plus parfaite expression de son amour pour moi […]. Toujours souriante, heureuse, le visage tel celui d'une jeune fille, en quelques minutes, elle était morte, la tête contre ma joue… Sans attente, sans conscience d'une séparation, Dieu la reprit auprès de lui comme on soulève un enfant endormi dans ses bras jusqu'à la lumière. Dieu merci. ». Ses derniers mots ont été pour lui : « C'est beau » (It's beautiful) ». Elle est inhumée au Cimitero degli Inglesi, également connu sous le nom de « Cimetière protestant » de Florence.

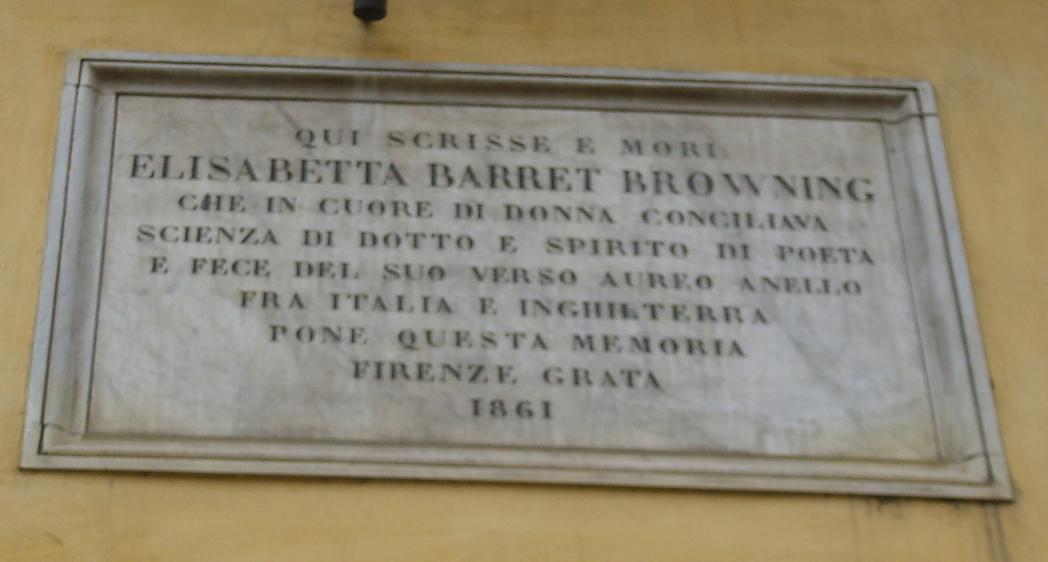
Plaque commémorative apposée au fronton de la Casa Guidi après la mort d'Elizabeth.

Le 1er juillet 1861, jour de ses obsèques, les boutiques de la rue où se trouve la Casa Guidi ferment leurs volets en hommage à la poétesse et la ville fait plus tard apposer une plaque commémorative, composée par Niccolò Tommaseo, au-dessus de l’entrée principale, sur laquelle on peut lire que « sa poésie avait créé un anneau d’or entre l’Italie et l’Angleterre »,. Son tombeau de marbre blanc a été conçu, en accord avec Robert Browning, par un ami de la famille, Frederic, Lord Leighton, qui y a représenté des allégories et des symboles figurant la vie, les combats et les œuvres d'Elizabeth.

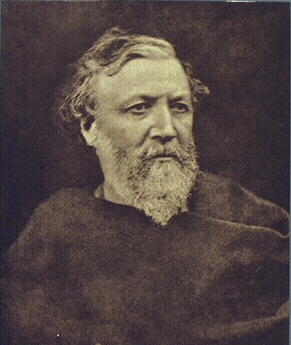
Robert Browning, vers 1865.

Browning rentre alors en Angleterre avec son fils Pen qui, plus tard, retournera en Italie et y fera une carrière de sculpteur et de peintre.

## Sonnets from the Portuguese

### Le titre

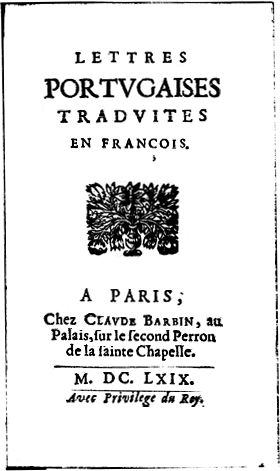
Les Lettres portugaises, publiées en 1669 par Claude Barbin.

Il y a plusieurs raisons à ce titre, Sonnets from the Portuguese, dont on ne sait, a priori, si Portuguese concerne la langue ou une personne prétendument de nationalité portugaise. La seule certitude est que from exprime la provenance.
On le traduit généralement par « la Portugaise », parce qu'on en connaît le contexte, mais il est presque certain que le titre initialement voulu a été « Sonnets à partir du portugais » ou « traduits du portugais », souvent raccourci en français avec « Sonnets portugais ». En effet, Elizabeth Barrett les écrit pendant sa correspondance amoureuse avec Robert Browning, et ce dernier, qui les a connus sur le tard, trois ans après le mariage, insiste pour qu'elle les publie, lui remontrant qu'aucun ensemble de sonnets n'a existé d'aussi remarquable depuis Shakespeare.
Browning a expliqué les réticences de son épouse : (« […] tout ce retard, parce qu'il s'était trouvé que, quelque temps auparavant, j'avais dit ne pas être favorable à ce qu'on mît son amour en vers, puis encore quelque chose qui allait en sens contraire […], et le lendemain matin, elle dit sur un ton hésitant « Est-ce que tu sais que j'ai écrit des poèmes sur toi ? », puis « Les voici, s'il t'intéresse d'y jeter un coup d'œil ». […] Je revois bien le geste, j'entends les inflexions de la voix […] Après quoi, je m'occupai de la publication […] On a fait une tentative de camouflage en laissant de côté un sonnet se référant clairement à une publication antérieure, mais après, on l'a remis quand les gens ont décidé d'enlever le masque autrefois de rigueur […]. Mais moi, je ne m'en suis jamais soucié. »,,. De toute façon, Elizabeth persiste à préserver son intimité et songe à un déguisement littéraire. Sa première idée est un camouflage particulièrement exotique pour l'époque, Sonnets from the Bosnian (« Sonnets bosniens »), mais Browning l'incite à changer le nom de la nationalité.

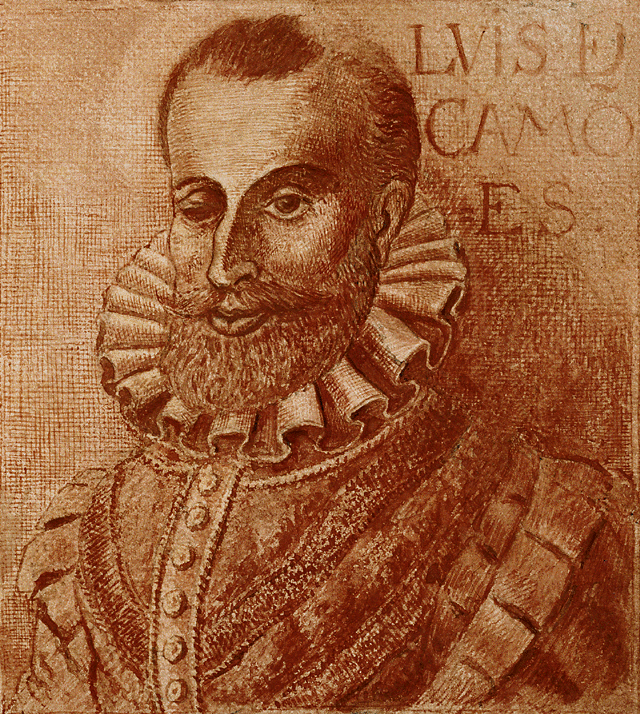
Luis de Camoens.

Le mot « Portuguese » (« portugais ») est retenu à un double titre, personnel et littéraire : en privé, Elizabeth porte le petit nom de « Portuguese » en raison de son teint très mat (elle est d'ascendance anglo-jamaïcaine créole) et des tenues noires d'apparence gothique ; de plus, ces amants cultivés connaissent et admirent les Lettres portugaises de Claude Barbin, publiées à Paris en 1669. Il s'agit d'un roman épistolaire enflammé écrit par Gabriel-Joseph de la Vergne, comte de Guilleragues (1628-1685), pair de France, diplomate, secrétaire du Prince de Conti et ami des sommités littéraires du XVIIe siècle, en particulier Madame de Sévigné, Boileau et Racine. Enfin, Elizabeth a écrit un poème intitulé Catarina to Camoens, chantant un amour désespéré avec des rimes suivant un schéma traditionnel de la versification portugaise, que Robert Browning admire beaucoup.

### Le chant d'amour

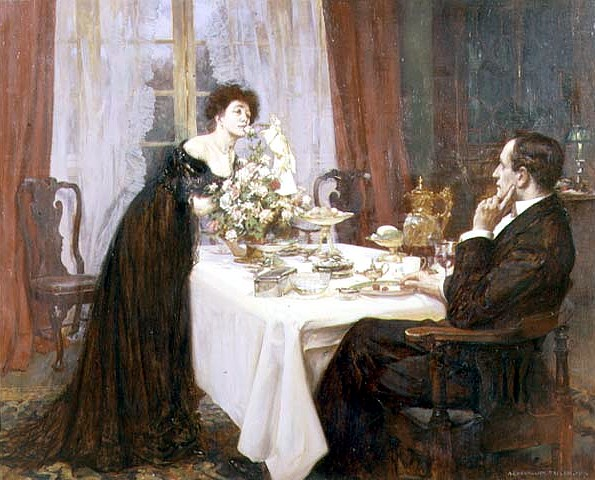
Elizabeth Barrett Browning – The anniversary :
« I love thee to the level of every day's most quiet need »
(Sonnets portugais, no XLIII).
Tableau d'Albert Chevallier Tayler – 1909.

« De l'âme de cette petite chose à demi paralysée, l'amour de Browning, si fort et si confiant en la vie, produit comme par enchantement la plus belle œuvre poétique jamais écrite par une femme depuis Sappho — les Sonnets from the Portuguese ».
De fait, les 44 sonnets composant ce recueil sont tous des poèmes très personnels publiés en 1850, et non prétendument en 1847 à Reading, comme a pu le laisser accroire la Reading Version, éditée par Thomas James Wise (1859-1937), collectionneur réputé mais qu'un pamphlet démasque pour s'être fait une spécialité des faux littéraires. Ils décrivent la naissance, puis le développement du sentiment éprouvé par Elizabeth pour son correspondant si célèbre, si sobrement passionné et toujours si respectueux. Dans une lettre à Mrs Martin, elle fait un éloge vibrant de la force d'âme, du courage, de l'intégrité de Robert Browning.
Dans sa lettre du 4 mars 1845 déjà citée, elle écrit à Browning qu'elle se voit comme un « a blind poet » (« un poète aveugle ») n'ayant vécu qu'intérieurement mais qui, malgré les manques qu'a entraînés sa claustration, a réalisé de grandes découvertes sur la nature humaine par la pratique de la conscience de soi et de l'introspection. Cependant, ajoute-t-elle, « Ô combien, en tant que poète, voudrais-je échanger quelque chose de cet incapable savoir, pesant et encombrant, contre une expérience de la vie et de l'homme » ([…] How willingly I would as a poet exchange some of this lumbering, ponderous, helpless knowledge of books, for some experience of life & man…) .
Peu à peu, elle laisse paraître sa lente mais constante avancée vers la certitude que l'amour ainsi offert est sincère et profond, et tout cela culmine en une explosion de bonheur d'autant plus jubilatoire qu'il est tardif (Elizabeth Barrett, qui n'est pas encore Browning, a 40 ans et est l'aînée de Browning de six ans). Tel est, en particulier, le cas dans l'avant-dernier sonnet, le XLIIIe, le plus célèbre et le plus souvent cité.
Cette série progresse donc de sonnet en sonnet, depuis la méfiance (après tout, Elizabeth reçoit de nombreuses lettres d'admirateurs et elle connaît « la vanité et l'inconstante des hommes »), puis la reconnaissance d'une sincérité troublante et jamais démentie, les tentations de rejeter cet aimé pour se sentir indigne de lui, l'acceptation de sa passion sans espoir de réciprocité, l'impuissance à puiser son inspiration poétique ailleurs que dans cet amour enfin accepté, et, au bout du compte, l'audace suprême qui la jette hors d'elle-même, hors de son refuge, de sa famille, de sa jeunesse finissante pour lui en conférer une nouvelle, quasi triomphante. Dans le sonnet XLII, elle s'exclame : « […] "Mon futur ne sera pas la copie au propre de mon passé" / Mon ange gardien a justifié / Ce mot par son ardent regard dirigé / Vers le blanc trône de Dieu, je me suis tourné enfin, / Et là, à sa place, je t'ai vu, toi, l'allié des anges en ton âme ! » ("My future will not copy fair my past […] / My ministering life-angel justified / The word by his appealing look upcast / To the white throne of God, I turned at last, / And there, instead, saw thee, not unallied / To angels in thy soul! […]), et elle ajoute dans sa lettre à Robert du 29 mars 1845 : « Dieu vous bénisse, et justifie ce qui a été par ce qui sera […] et me laisse libre de ne gâcher jamais aucun de vos soleils ! ».
Comme l'écrit Lauraine Jungelson, « Les Sonnets traduits du portugais sont légitimement considérés comme la plus belle œuvre d'Elizabeth Browning, peut-être parce que la poétesse, habituellement critiquée pour l'absence de clarté de ses métaphores, a su discipliner son talent dans la stricte forme du sonnet qui a l'avantage d'imposer l'utilisation d'une seule image, et de favoriser l'expression cohérente de sentiments intimes. […] leur beauté et leur intérêt sont constitués par le récit dramatique de l'évolution amoureuse d'une femme »,.

### Un sonnet, n° XLIII
| How do I love thee? Let me count the ways How do I love thee? Let me count the ways. I love thee to the depth and breadth and height My soul can reach, when feeling out of sight For the ends of Being and ideal Grace. I love thee to the level of everyday's Most quiet need, by sun and candle-light. I love thee freely, as men strive for Right; I love thee purely, as they turn from Praise. I love thee with a passion put to use In my old griefs, and with my childhood's faith. I love thee with a love I seemed to lose With my lost saints, - I love thee with the breath, Smiles, tears, of all my life! - and, if God choose, I shall but love thee better after death. | Comment t'aimé-je ? Laisse-moi t'en compter les façons. Comment t'aimé-je ? Laisse-moi t'en compter les façons. Je t'aime du tréfonds, de l'ampleur et de la cime De mon âme, lorsque, invisible, elle aspire Aux fins de l'Être et de la Grâce idéale. Je t'aime au doux niveau du besoin de chaque jour, À la lumière du soleil et de la chandelle. Je t'aime en liberté, comme on tend au Juste ; Je t'aime en pureté, comme on fuit la Louange. Je t'aime de la passion dont j'usais Dans les chagrins, et de ma confiance d'enfant. Je t'aime d'un amour qui semblait perdu Envers mes saints de jadis, - je t'aime du souffle, Sourires, larmes de toute ma vie ! - et si Dieu en décide, Je t'aimerai mieux encore dans la mort. |

## Aurora Leigh

### Un roman en vers avec un message

#### Dédicace
Le roman est dédié à John Kenyon, Esq. le 17 octobre 1856, en ces termes : « […] ce pauvre signe d'estime, de gratitude et d'affection » de / Votre à jamais, E. B. B. » ([…] this poor sign of esteem, gratitude, and affection from / Your unforgetting E.B.B.)

#### Le titre
Harriett Hosmer, amie du couple Browning, raconte comment ce titre a été choisi. Un jour, à table, Elizabeth se demande quel serait le meilleur nom pour son héroïne, « Laura Leigh » ou « Aurora Leigh » ? Browning opte aussitôt pour « Aurora ». Harriett, elle, ignorant même de quoi il est question, déclare qu'elle trouve « Laura Leigh » insipide et « invertébré (invertebrate) ». Lorsque l'ouvrage est publié, Elizabeth, se souvenant de cette anecdote, envoie à Harriett Hosmer un exemplaire avec pour dédicace « Dans l'espoir qu'il a des vertèbres » (In the hope that it has vertebrae).

#### Une intrigue semi-autobiographique

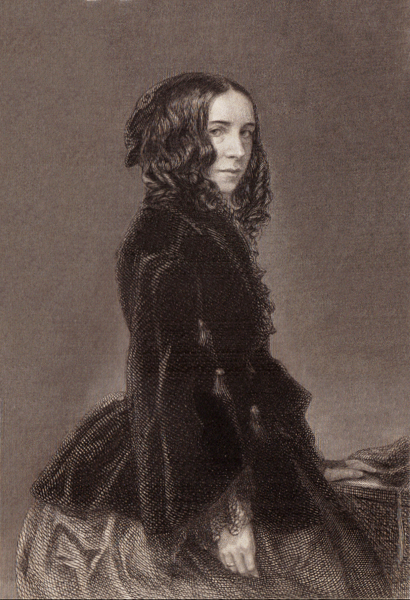
Gravure d'Elizabeth, d'après une photographie de septembre 1859.

En effet, Aurora Leigh, la narratrice s'exprimant à la première personne, raconte son développement personnel et littéraire de sa naissance à sa trentième année. Elle perd sa mère de nationalité italienne à quatre ans, son père à treize, et on l'envoie en Angleterre dans la campagne du sud-ouest (West Country), auprès d'une tante aux goûts et principes de vie très traditionnels.
Alors qu'elle a vingt ans, son cousin Romney Leigh, héritier des biens de la famille, lui propose le mariage et aussi d'abandonner la poésie pour se consacrer avec lui à lutter contre les maux de son temps. Elle refuse, arguant du fait qu'en tant que femme, elle a droit, comme lui, à accomplir une vocation et proclamant que le travail du poète est tout aussi important pour la société que celui d'un réformateur politique et social. À la mort de sa tante, Aurora part pour Londres où elle se fait un nom dans le monde littéraire.
Quelques années plus tard, elle reçoit la visite de Lady Waldemar, venue demander son aide pour empêcher Romney, qu'elle convoite pour elle-même, d'épouser une jeune couturière, Marian Earle, qu'il n'aime pas vraiment mais qui lui servirait à attirer l'attention sur l'abîme séparant le monde des riches de celui des pauvres. Aurora se rend chez Marian qui vit dans un taudis et elle écoute avec émotion l'histoire de cette existence malheureuse. Le jour du mariage, Marian abandonne Romney seul devant l'autel et disparaît.
Deux ans après, Aurora, devenue poétesse à succès, décide de retourner en Italie. Au passage, elle s'attarde à Paris où, par hasard, elle rencontre Marian et son bébé, et apprend les dernières vicissitudes de leur vie. Elle recueille la mère et l'enfant, les emmène en Italie et s'installe avec eux à la lisière de Florence. Les mois s'écoulent paisiblement jusqu'à l'apparition de Romney qui, transformé par l'échec de ses ambitions socialistes, précipite la résolution de l'intrigue.

#### Un poème d'initiation et de mœurs
Elizabeth Barrett Browning travaille à Aurora Leigh de l'hiver 1853 à l'été 1856 et le termine dans ce qu'elle appelle « une peste d'activité » (a plague of industry), un état de « furia » où elle a mis « tout d'elle, de son âme, de ses pensées, de ses émotions, de ses opinions ».
À considérer les circonstances de sa vie, on peut s'étonner qu'Elizabeth Barrett Browning, longtemps recluse et renfermée, soit la première personne à offrir la plus complète représentation poétique des débuts de l'ère victorienne. Ses œuvres précédentes ont surtout été inspirées par ses lectures ou ses méditations, et ses sentiments personnels. Pourtant, avant même qu'elle ne rencontre son futur mari, elle a conçu le projet d'un long poème « embrassant les mœurs de la vie moderne, sans concession pour les conventions ». Dès le départ, elle ne veut que « quelques personnages, une histoire simple et beaucoup de place pour la passion et la pensée, […] un poème relevant du genre autobiographique, écrit en vers blancs (blank verse), avec une héroïne artiste, mais non peintre […]. ».
De nombreux ingrédients sont rassemblés dans cette somme qui mélange les genres, l'autobiographie, le roman, la satire sociale, le pamphlet d'actualité, le traité poétique, la théodicée. Des taudis de Londres à la campagna italienne, plaine située dans la région romaine, et jusqu'à la Nouvelle Jérusalem, les lieux, réels ou mythiques, changent et les thèmes abordés se succèdent, ceux de la vocation, de la sexualité, de l'esthétique, de la politique, de la condition sociale, de la religion, le tout lié et inspiré par cette furia qu'évoque l'auteur et aussi ce que Virginia Woolf appelle « son ardeur et son abondance, sa brillante puissance descriptive, son humour caustique et rusé » (her ardour and abundance, her brilliant descriptive powers, her shrewd and caustic humour).
S'y mêlent des aspects don juanesques et des préceptes restrictifs, des ragots de paroisse et des commérages de salon huppé, des portraits de la haute société contrastés, par exemple le catholique militant Sir Blaise Delorme, « trente-cinq ans et médiéval », le radical Lord Howe accommodant son socialisme aux « traditions de sa caste ». L'une des figures les plus réussies est sûrement Lady Waldemar, largement inspirée par Elizabeth elle-même, intelligente, sarcastique, au parler scintillant et imagé, qui n'est pas sans rappeler Lady Glencora, l'une des héroïnes d'Anthony Trollope.

#### La remise en ordre des valeurs
Chaque fois qu'on l'attaque parce qu'elle a choisi un sujet prétendument choquant, elle répond avec véhémence. Par exemple, lorsque Aurora Leigh est jugé immoral pour avoir évoqué les franges de la prostitution et gardé une pureté innocente à Marian Earle, victime de la drogue, du viol, mais mère exemplaire envers son fils illégitime, elle replace les choses dans l'ordre de la morale et non celui des apparences. Ainsi, elle écrit : « Je n'aime pas les sujets grossiers, ni le traitement grossier de quelque sujet que ce soit. Mais je suis profondément convaincue que la corruption de notre société n'a nul besoin de portes et de fenêtres closes, mais d'air et de lumière ; et que c'est précisément parce que les femmes qui sont pures et prospères ferment délibérément les yeux en face du vice que les pauvres en sont partout les victimes » (I don't like coarse subjects, or the coarse treatment of any subject. But I am deeply convinced that the corruption of our society requires not shut doors and windows, but light and air; and that it is exactly because pure and prosperous women choose to ignore vice, that miserable women suffer wrong by it everywhere).

### L'interprétation

#### Interprétation féministe
Déjà, en 1857, la presse critique reconnaît en Elizabeth Barrett Browning le poème d'une femme qui s'affirme en tant que telle. Ainsi, The North American Review insiste sur cette caractéristique, même s'il rappelle que ses talents sont ceux qu'on trouve généralement associés aux hommes : « Les poèmes de Mme Browning émanent en tous points d'une expression de femme […] qui unit à sa nature féminine la force qu'on pense souvent être la marque de l'homme » (Mrs Browwning's poems are, in all respects, the utterance of a woman, […] uniting to her woman's nature the strength which is sometimes thought peculiar to a man.)).
A fortiori, le vingtième siècle finissant, par exemple Dorothy Mermin, Cora Kaplan, Barbara Charlesworth Gelpi, ou encore Sandra M. Gilbert, voit surtout dans Aurora Leigh le premier véritable Künstlerroman, c'est-à-dire un roman consacré à la vie intérieure d'une femme artiste, avec ses « vastes saisons du cœur » (heart's large seasons) qui « espère / Et craint, se réjouit et aime »), et ressent « toute cette tension / De passion sexuelle » (all that strain / Of sexual passion). Il n'est donc pas étonnant, que la critique féministe s'empare de cette œuvre, y décelant une mise en question majeure des attitudes patriarcales de l'époque victorienne, un éclatement des tabous concernant la féminité.

#### Mise en perspective

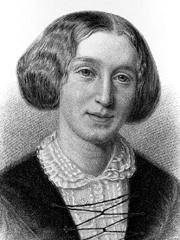
George Eliot qui, comme Elizabeth, ne se dit pas féministe.

Depuis le début des années 1990, la critique s'applique à replacer Aurora Leigh dans le contexte qui est le sien. Pas plus que George Eliot, Elizabeth Barrett Browning ne revendique une quelconque appartenance à une idéologie féministe. Vers la fin du poème, Aurora se décrit comme « Une femme telle que Dieu a fait les femmes / Pour sauver les hommes par l'amour » ([…] a woman, such / As God made women, to save men by love).
Pour Elizabeth Barrett Browning, en effet, l'amour unissant deux cœurs ou deux âmes dans le mariage représente la partie visible de l'amour invisible de Dieu, le patriarche transcendant dont dépend l'amour des hommes. L'échec d'Aurora et de Romney a longtemps été de ne pas se placer entre les mains de Dieu. « Il est certain que nous n'avons pas assez fait de place à Dieu » (We surely made too small a part for God), s'écrie Aurora, et Romney oublie ses ambitions socialistes pour « renvoyer le remède à Dieu » (throw the remedy back on God). Ainsi, Dieu, l'amour, le mariage, le devoir, l'art, la Nouvelle Jérusalem sont tous célébrés en chœur dans le final en une sorte de rapsodie poétique.

#### La fluidité du discours poétique
Hippolyte Taine a d'emblée admiré le poème, soulignant, en particulier, la fluidité du discours, réussie, écrit-il, « […] grâce à un système de notations […] créé à tout instant, à partir de tout et de n'importe quoi ». Selon Kerry McSweeney, cette analyse rend bien compte du tempo échevelé de la narration, de ses modulations de dialogue à description ou portrait, de ce qu'Elizabeth Barrett Browning elle-même appelle « […] une séquence chromatique de belle pensée » conduisant à « une surprise d'harmonie ».

#### Le poème protéiforme selon Virginia Woolf

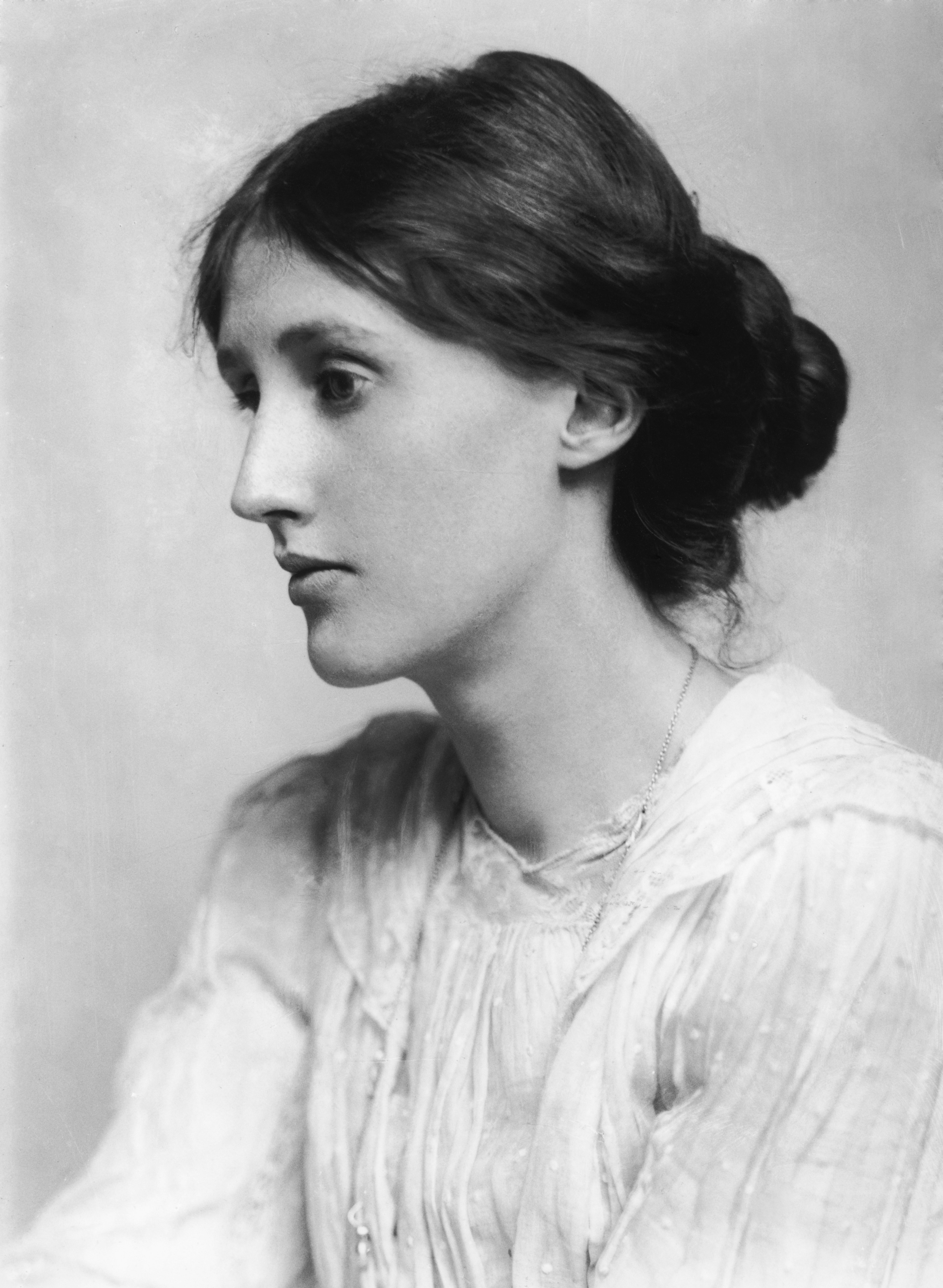
Virginia Woolf, qui a des avis contrastés sur Aurora Leigh.

Virginia Woolf, qui ne partage pas la vision spirituelle d'Elizabeth Barrett Browning, résume le plaisir que procure la lecture d'Aurora Leigh. Dans l'un de ses essais, elle écrit que « ce long poème contrasté » est « […] stimulant et ennuyeux, gauche et éloquent, monstrueux et exquis, tout à tour, cela vous comble et vous éberlue, mais, cela commande le respect et suscite l'intérêt […] On rit, on proteste, on se plaint – c'est absurde, c'est impossible, on n'en peut plus de cette exagération – mais on est captivé et on le lit jusqu'au bout » ([…] stimulating and boring, ungainly and eloquent, monstrous and exquisite, all by turns, it overwhelms and bewilders; but, nevertheless it still commands our inerest and inspires our respect […] We laugh, we protest, we complain — it is absurd, it is impossible, we cannot tolerate this exaggeration a moment longer — but, nevertheless, we read to the end enthralled).

### Extrait d'Aurora Leigh

#### Situation
Cet extrait a été choisi parce qu'il sert d'introduction au roman en vers.
Chant I, vers 1 à 28.
Le récit commence par une courte profession de foi, présentée dans une strophe de huit vers, des décasyllabes sans rimes sur un rythme iambique [u —] (syllabe non accentuée, syllabe accentuée), donc des pentamètres dits blank verse (vers blancs).
Puis, Elizabeth Barrett Browning donne à entendre une voix, censément celle de sa narratrice, mais qui résume, en les télescopant et avec des écarts chronologiques (mort de la mère), les sensations et impressions des premières années de sa propre vie : innocence retrouvée du nourrisson, écho de l'infini divin (voir référence à Wordsworth au vers 13), présence légère et fraîche de la mère, sa disparition, présence appuyée, comme lourde, du père, devenu indispensable par défaut.

#### Texte et traduction
| Of writing many books there is no end; And I who have written much in prose and verse For others' uses, will write now for mine— Will write my story for my better self As when you paint your portrait for a friend, Who keeps it in a drawer and looks at it Long after he has ceased to love you, just To hold together what he was and is. I, writing thus, am still what men call young; I have not so far left the coasts of life To travel inland, that I cannot hear That murmur of the outer Infinite Which unweaned babies smile at in their sleep When wondered at for smiling; not so far, But still I catch my mother at her post Beside the nursery-door, with finger up, 'Hush, hush—here's too much noise!' while her sweet eyes Leap forward, taking part against her word In the child's riot. Still I sit and feel My father's slow hand, when she had left us both, Stroke out my childish curls across his knee, And hear Assunta's daily jest (she knew He liked it better than a better jest) Inquire how many golden scudi went To make such ringlets. O my father's hand, Stroke heavily, heavily the poor hair down, Draw, press the child's head closer to thy knee! I'm still too young, too young to sit alone. | Écrire de nombreux livres est sans fin ; Et moi qui en ai tant écrit en prose et en vers Pour autrui, je veux maintenant écrire pour moi-même— Écrire mon histoire pour le meilleur de moi Comme lorsque l'on peint son portrait pour un ami, Qui le garde dans un tiroir et le contemple Longtemps après qu'il a cessé de vous aimer, Pour rassembler ce qu'il fut et ce qu'il est. Moi, qui ainsi écris, suis encore ce qu'on appelle jeune : Pas encore assez éloignée des rivages de la vie Dans le voyage intérieur pour ne plus entendre Ce murmure venu de l'Infini alentour, Auquel sourient les nourrissons dans le sommeil Et qu'on s'émerveille de leur sourire ; non, pas si loin, Mais je revois ma mère à son poste, doigt levé Près de la porte de la chambre d'enfant, Chut, chut — trop de bruit ! Et ses doux yeux De se projeter pour démentir son propos Dans la turbulence enfantine. Elle nous a quittés, Et assise, je sens la main de mon père, Lentement caresser mes boucles sur son genou ; Et j'entends Assunta disant sa plaisanterie (Elle sait qu'il la préfère à tout autre), Combien de scudi d'or avait-il fallu pour faire Ces bouclettes blondes ? O, main paternelle, Caresse, appuie lourdement les pauvres cheveux, Tire, pousse la petite tête plus près de ton genou ! Je suis trop jeune, oui, pour rester seule assise. |

## Influences reçues par Elizabeth Barrett Browning

### Influences spirituelles
Pour Elizabeth Barrett Browning, poésie et religion sont liées. La Bible qu'elle fréquente assidûment (elle a lu l'Ancien Testament de bout en bout en hébreu) et les débats théologiques auxquels elle participe, sa lecture du Paradise Lost de John Milton et la réflexion que cette vision engendre en elle, tout cela sature son esprit et ses écrits« La religion du Christ est avant tout poésie—une poésie glorifiée » (Christ's religion is essentially poetry—poetry glorified), écrit-elle.

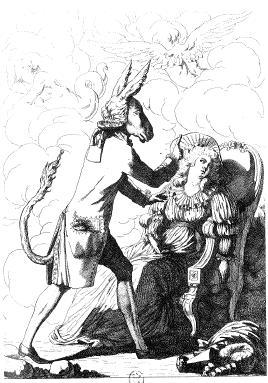
Caricature du XVIIIe représentant un magnétiseur en âne par référence au « magnétisme animal », terme introduit par le médecin Franz Anton Mesmer en 1773.

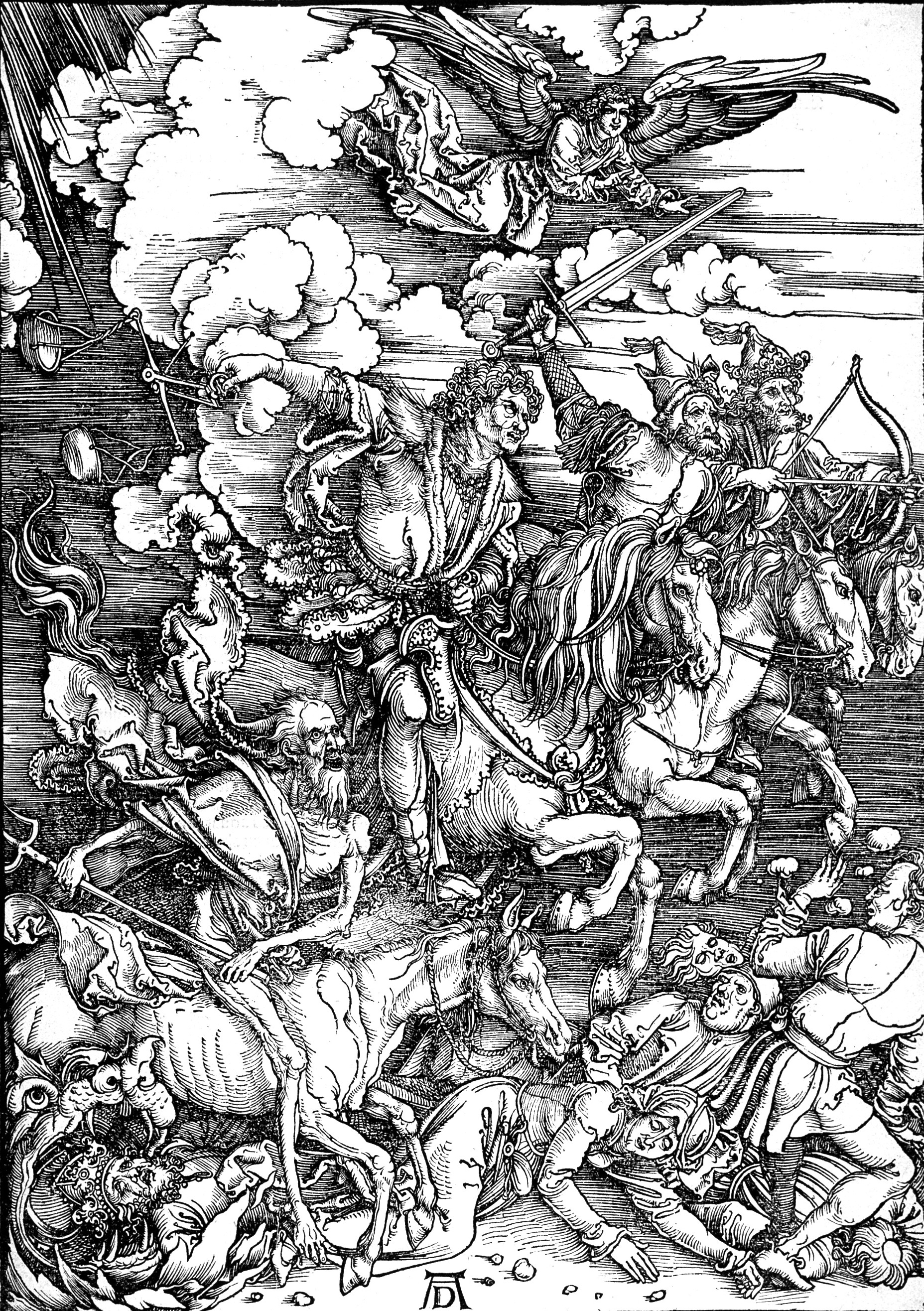
Les Quatre Cavaliers de l'Apocalypse (Albrecht Dürer, gravure sur bois, 1497-1498).

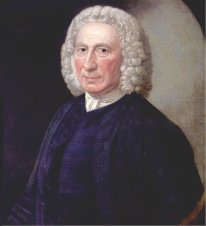
Emanuel Swedenborg.

Ainsi, sa propre poésie doit elle-même être sanctifiée : « […] nous avons besoin que l'âme de nos poètes soit saturée du sang du Christ, de façon telle qu'il crie à travers eux en réponse au gémissement constant du Sphinx de notre humanité, magnifiant la souffrance en rénovation. » ([…] we want the sense of the saturation of Christ's blood upon the souls of our poets, that it may cry through them in answer to the ceaseless wail of the Sphinx of our humanity, expounding agony into renovation.).
Les deux textes qui l'inspirent le plus sont l'Évangile selon saint Jean (Κατά Ιωαννην) et l'Apocalypse selon saint Jean (Ἀποκάλυψις Ἰωάννου). De bout en bout dans Aurora Leigh, elle fait allusion au premier dans lequel elle trouve « la profondeur de l'Amour partout—porté à la sérénité par sa profondeur » (a depth of Love everywhere—serene thro' its profundity). De l’Apocalypse, le dernier livre du poème se fait l'écho en sa conclusion avec une gerbe de références directes ou implicites.
Au-delà du phénomène religieux, Elizabeth Barrett Browning s'est aussi intéressée à certaines pratiques en vogue, dont le magnétisme animal, aussi connu sous le nom de « mesmérisme », ensemble de théories et de pratiques thérapeutiques qui se développèrent de la fin du XVIIIe siècle à la fin du XIXe siècle en Occident. La vogue du mesmérisme, qui était propagée par des conférenciers et des pratiquants itinérants, tel Jules Dupotet de Sennevoy, a été très populaire en Angleterre de la fin des années 1830 jusqu'au début des années 1850.
C'est le médecin John Elliotson, élève de Dupotet, qui est à l'origine de la découverte du « mesmérisme » par Elizabeth Barrett, puisqu'il était le médecin personnel de son père, comme il était également celui de Charles Dickens, de William Thackeray, ou encore de Harriet Martineau. Celle-ci, qui souffre d'une maladie chronique, entreprend en 1844 une cure de mesmérisme initiée par le réputé magnétiseur Spencer T. Hall, qui lui permet en quelques mois d'obtenir une nette amélioration de son état. Elle publiera l'année suivante ses Lettres sur le mesmérisme (Letters on Mesmerism). Elizabeth Barrett observe, avec un intérêt accru par son propre état de santé, le traitement suivi par Harriet Martineau, qui lui suggère d'y avoir elle-même recours ; elle ne suit cependant pas cette recommandation, car, écrit-elle, « Je comprends que dans des cas tels que le mien, sur-excitant l'organisme, le remède a fait du mal et non du bien. Cela dit, sa [celle de Harriet Martineau ] propre expérience validera la réalité du magnétisme auprès de toute une génération d'infidèles » (I understand that in cases like mine, the remedy has done harm instead of good, by over-exciting the system. But her experience will settle the question of the reality of magnetism with a whole generation of infidels.). Le traitement suivi par Harriet Martineau est également l'objet de la curiosité de Charlotte Brontë, qui procède à une expérimentation sur elle-même et écrit à ce sujet à sa sœur Emily en 1851.
Se trouve aussi évoqué le « Swedenborgisme » (en anglais :
Swendenborgianism), sorte de théosophie mystique instituée par Swendenborg (1688-1772), que Balzac satirise par le prêche du pasteur Becker dans Séraphîta.
Elizabeth a pratiqué le Mesmérisme et le Swedenborgisme, sans, d'ailleurs, que l'on en retrouve de traces en son œuvre autres que quelques mentions, notamment dans Aurora Leigh, livre V, vers 605, où est mentionné un certain Joseph Strangways, « le mesmériste de Leeds » (the Leeds mesmerist). Ces agissements, cependant, ont parfois paru assez scandaleux, surtout parce qu'ils émanaient d'une femme et, de ce fait, elle a été l'objet de reproches appuyés, mais qui ne semblent pas l'avoir beaucoup préoccupée.

### Influences sociales et politiques

#### Ses contemporains
Elizabeth Barrett Browning est un personnage complexe qui, tout en adhérant pleinement aux valeurs, c'est-à-dire aux vertus de son temps, éprouve un penchant à la fois naturel et culturel vers le radicalisme. Elle a une horreur instinctive de l'injustice et a lu les écrits des « socialistes » français, tels Charles Fourier, Pierre-Joseph Proudhon, Victor Considerant, Louis Blanc, et aussi les « socialistes chrétiens » anglais, en particulier ses contemporains Charles Kingsley (1819-1875), Thomas Hughes et Frederick Maurice, plus connu sous l'appellation F. D. Maurice (1805-1872), dont les sermons suscitaient l'admiration (Charles Kingsley) ou l'ennui (Thomas Carlyle) de ses pairs, et qui, par ses écrits, a été à l'origine du mouvement dit Christian Socialism. F. D. Maurice reste très connu en Angleterre, où de nombreuses rues portent son nom, pour avoir créé Queen's College for the education of women (« Faculté pour l'éducation des femmes ») (1848) et Working Men's College (« Faculté pour les ouvriers ») (1854). Dans Aurora Leigh, livre III, vers 584 et 585, la narratrice fait dire à Romney qu'il connaît « les œuvres de Fourier, Proudhon, Victor Considerant, Louis Blanc », et, livre V, vers 737, sont évoqués F. D. Maurice et Charles Kingsley, tous les deux « préoccupés de la condition ouvrière et convaincus que la solution se trouve dans le Christianisme dont les valeurs sont compatibles avec le socialisme ».

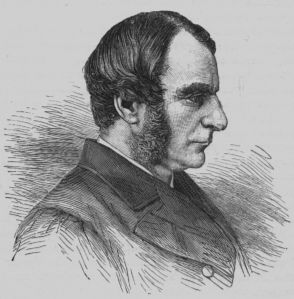
Charles Kingsley, connu d'Elizabeth.
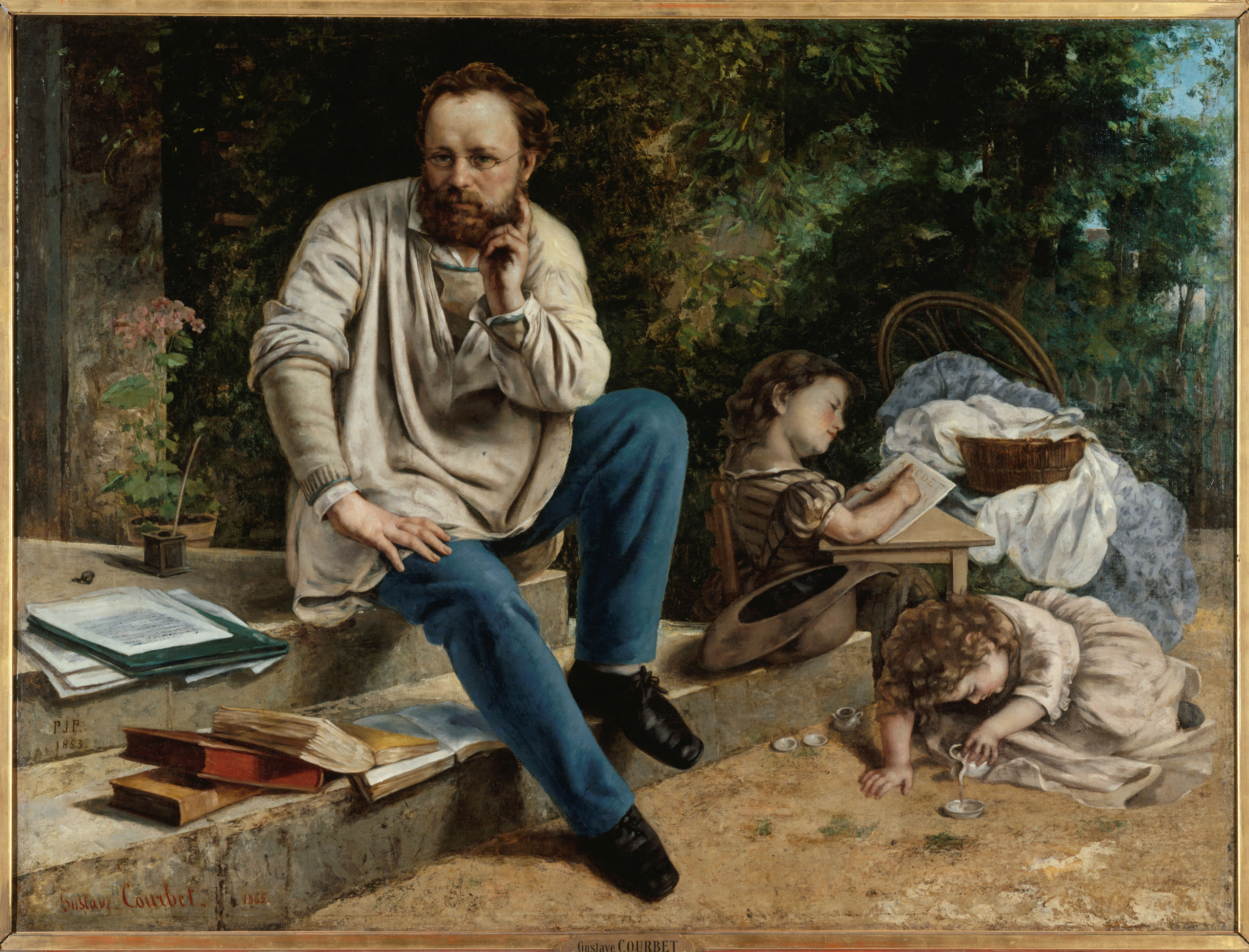
Proudhon, qu'Elizabeth a lu, et ses enfants, par Gustave Courbet (1865).
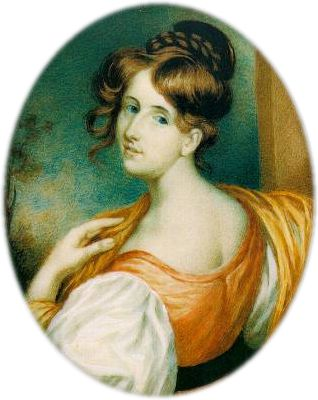
Elizabeth Gaskell, dont Elizabeth apprécie Ruth.

Ses contemporains, en effet, et, parmi eux, certains auteurs très illustres, ont pris un intérêt aux problèmes de la société. Ainsi, Alfred Tennyson qui, dans « English Idylls » (« Idylles anglaises »), publié avec d'autres poèmes en 1842, ou The Princess (« La Princesse »), datant de 1847, ou encore le monodrame Maud (1855), s'intéresse à ce qu'on appelle The Woman Question (« La Question de la femme »). De plus, Elizabeth admire les livres consacrés à la condition ouvrière et au sort des femmes (Ruth, en particulier, de la romancière Elizabeth Gaskell, connue sous le nom de Mrs Gaskell).
De même, des poètes plus jeunes s'attellent avec énergie aux maux qui gangrènent le tissu social. Parmi eux, Arthur Hugh Clough (1819-1861), frère de Anne Jemima Clough, suffragette de la première époque, et qui, comme Elizabeth Barrett Browning, s'intéresse aux tribulations de l'Unité italienne, en particulier dans ses lettres en vers Amours de voyage (1858) qui ont pour toile de fond la brève République de Rome en 1848-1849, et son « The Bothie of Toper-na-fuosich », longue pastorale dite « de vacance » (A Long-Vacation Pastoral), renommée ensuite The Bothie of Tober-na-Vuolich, (1848), écrite en hexamètres et de tendance très socialisante ; de même, Coventry Patmore (1823-1896), qui fera partie du groupe dit des Préraphaélites réunis autour de Dante Gabriel Rossetti, à la fois peintre et poète, avec « The Angel in the House » (« L'Ange de la maison ») (1854-1863) ; enfin George Meredith (1828-1909) qui publie « Modern Love » (« L'Amour moderne ») en 1862.

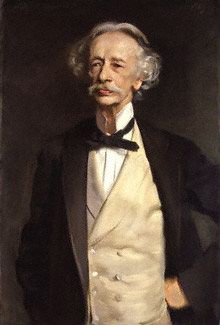
Coventry Patmore, l'auteur de The Angel in the House, par John Singer Sargent.
Dante Gabriel Rossetti, inspirateur des Préraphaélites, par lui-même.
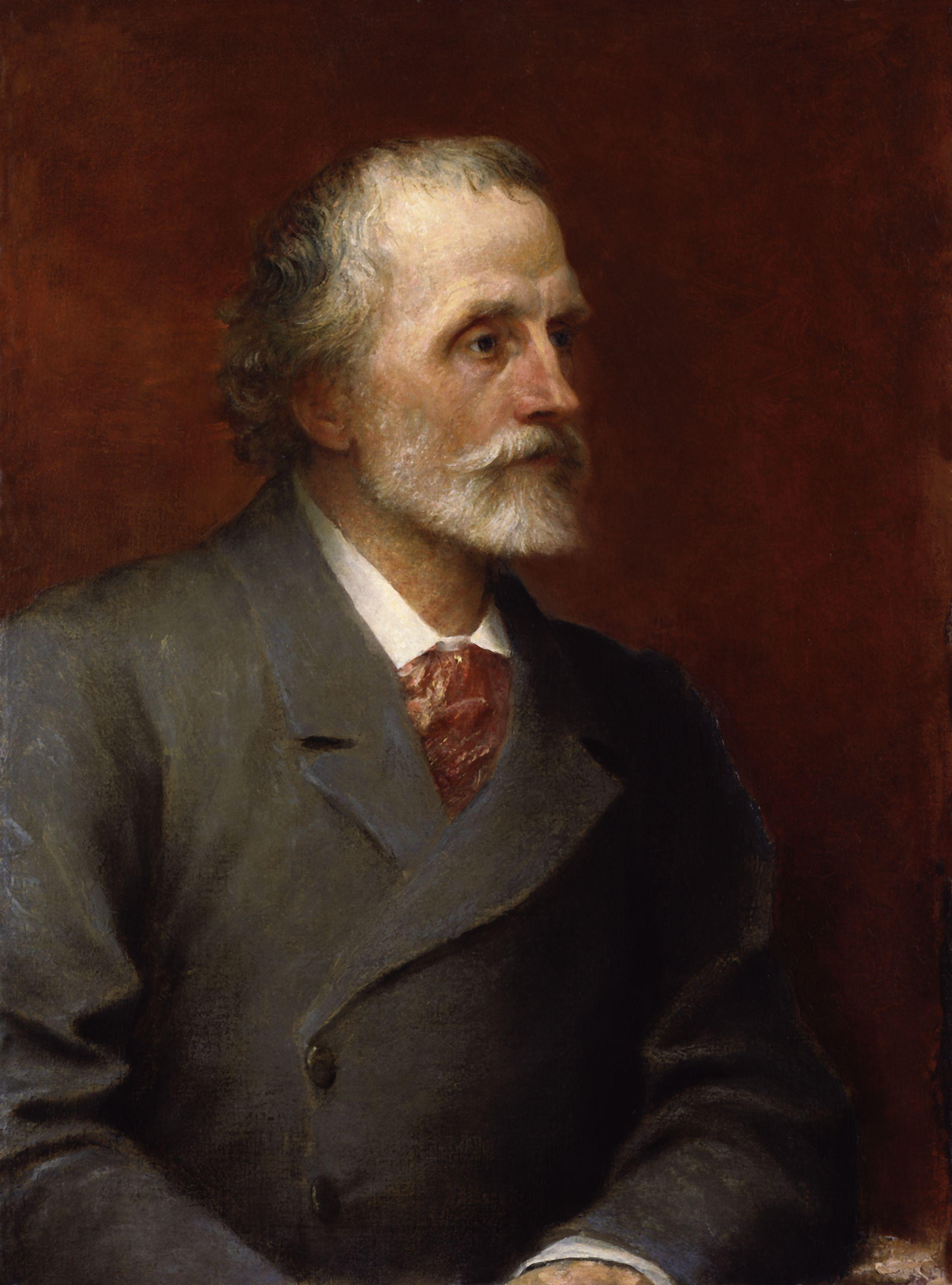
George Meredith, qui publie Modern Love en 1882, par George Frederic Watts.

Cependant, la chronologie montre qu'Elizabeth Barrett Browning les a souvent devancés ou côtoyés et, du moins en ce qui concerne Meredith, n'a pu connaître son ouvrage, publié un an après son décès. De toute façon, « Les efforts les plus ambitieux furent ceux d'Elizabeth Barrett Browning » ([…] the most ambitious effort […] was made by Elizabeth Barrett Browning).

#### Le Siècle des Lumières

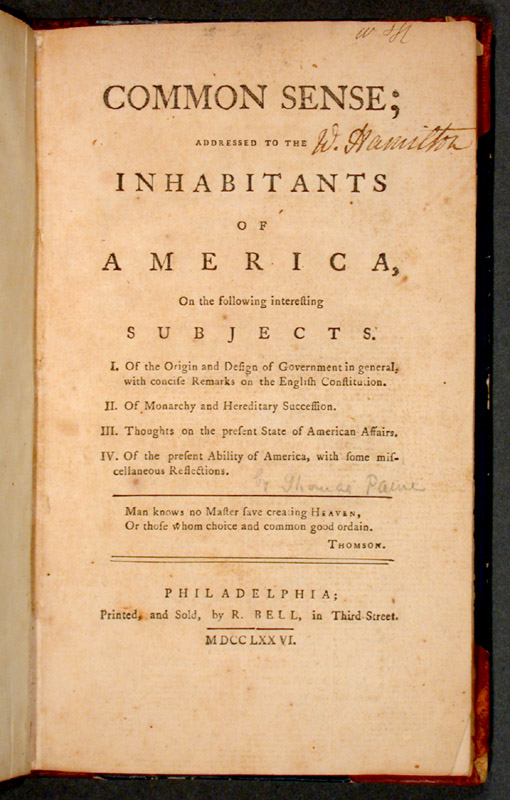
Page de couverture de Common Sense (« Le bon sens »).

Plutôt que ses contemporains, ce sont les auteurs du Siècle des Lumières qui ont éveillé sa conscience. Parmi eux, Jean-Jacques Rousseau et ses théories sociales ou sur l'éducation, exprimées dans le « Discours sur les sciences et les arts » (1750), « Du contrat social », « Émile ou De l'éducation » (1762). De même, et sans doute encore plus important, Thomas Paine ou Payne (1737-1809), Anglais devenu Américain, après avoir joui de la nationalité française, militant de l'indépendance des colonies d'Amérique, qui s'est fait connaître par un traité sur les Droits de l'homme et par un pamphlet intitulé « Common sense » (« Le sens commun »), autrement dit, le bon sens.

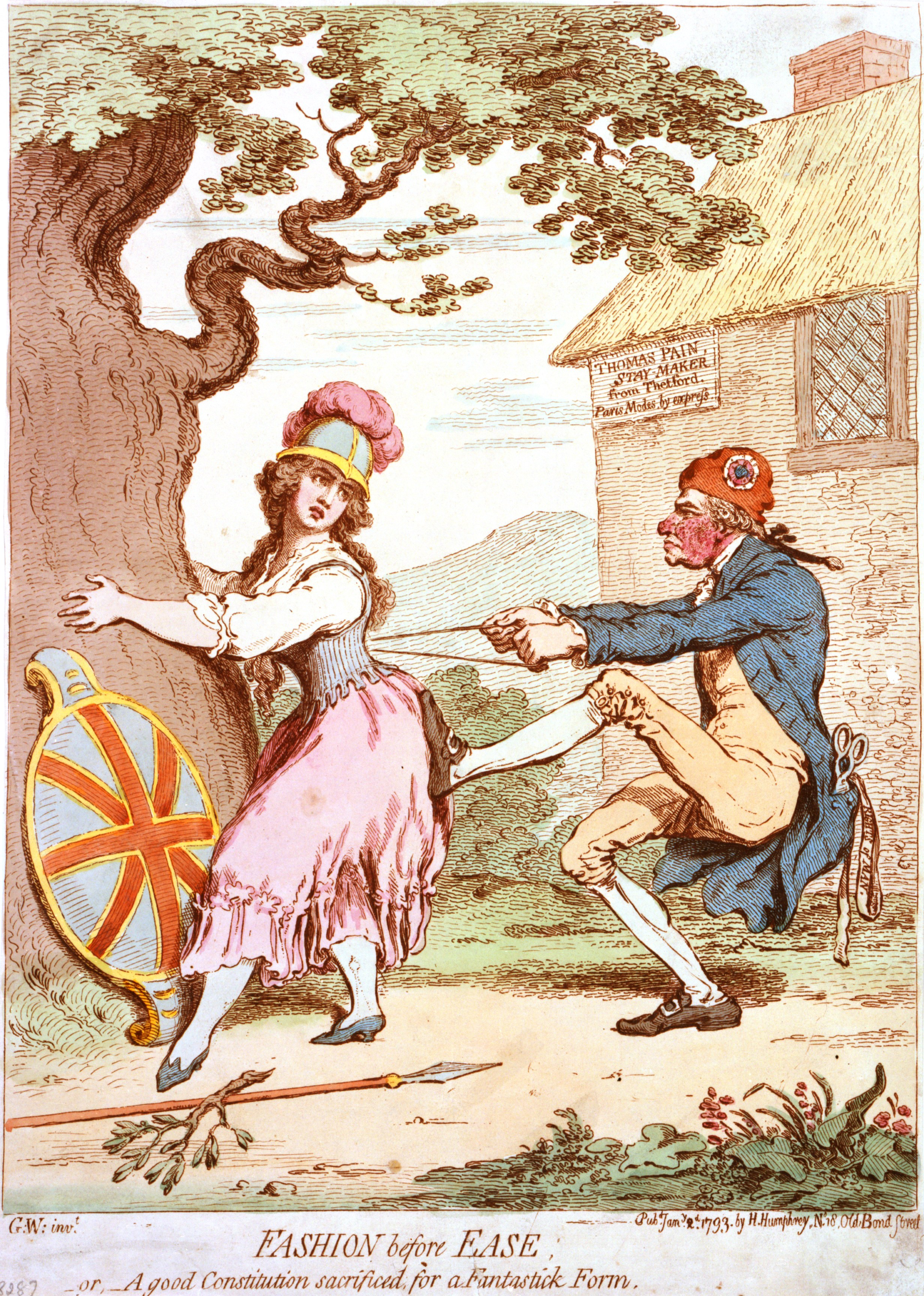
Caricature de Paine aux prises avec Britannia.

Dans une première période, donc, le militantisme d'Elizabeth est plutôt de nature sociale, comme dans le poème « The Cry of the Children » (« Le cri des enfants »), publié dans l'édition des Poems de 1844 et travaillé à partir de rapports parlementaires concernant l'emploi des enfants dans les mines et les usines du Royaume : « Entendez-vous les pleurs des enfants, ö mes frères / Avant qu'avec les années ne vienne le chagrin ?/ Leurs jeunes têtes se nichent sur le sein de leurs mères— / Et pas même cela n'arrête leurs larmes. »
(Do ye hear the children weeping, O my brothers,
Ere the sorrow comes with years?
They are leaning their young heads against their mothers—
And that cannot stop their tears.)

#### La chose politique
À partir de 1846, l'installation en Italie la rend plus politique. Alors que Robert Browning se tourne davantage vers les grandes perspectives historiques, elle se place face aux problèmes contemporains. Sensible au passage difficile de la nation italienne à un état moderne, elle défend la lutte, qui sera infructueuse, de la Toscane contre l'Autriche, puis le mouvement de l'unité italienne qui livre bataille en 1859. Ainsi, elle publie Casa Guidi Windows (« Les fenêtres de la Casa Guidi ») (1851) et, plus tard Poems before Congress (« Poèmes d'avant le Congrès ») (1860), dans lesquels sa sympathie et son militantisme se sont successivement exprimés sur ces deux questions. Elle reste critique, cependant, sachant confronter le flux politique et la nature souvent contradictoire des aspirations nationalistes.
Son attitude n'est pas toujours appréciée. Pendant toute sa vie avec Robert Browning, elle a été considérée comme plus grand poète que lui, mais sa liberté d'expression, dénonçant les abus ou soutenant les mouvements de libération, choque souvent les mentalités (voir chapitre Aurora Leigh).

### Influences littéraires

#### Influences reçues pourSonnets from the Portuguese
Nulle influence directe ne peut être décelée sur le contenu de ces sonnets, nourris tout entiers des sentiments éprouvés par Elizabeth pour Robert Browning (Voir chapitre Sonnets from the Portuguese).

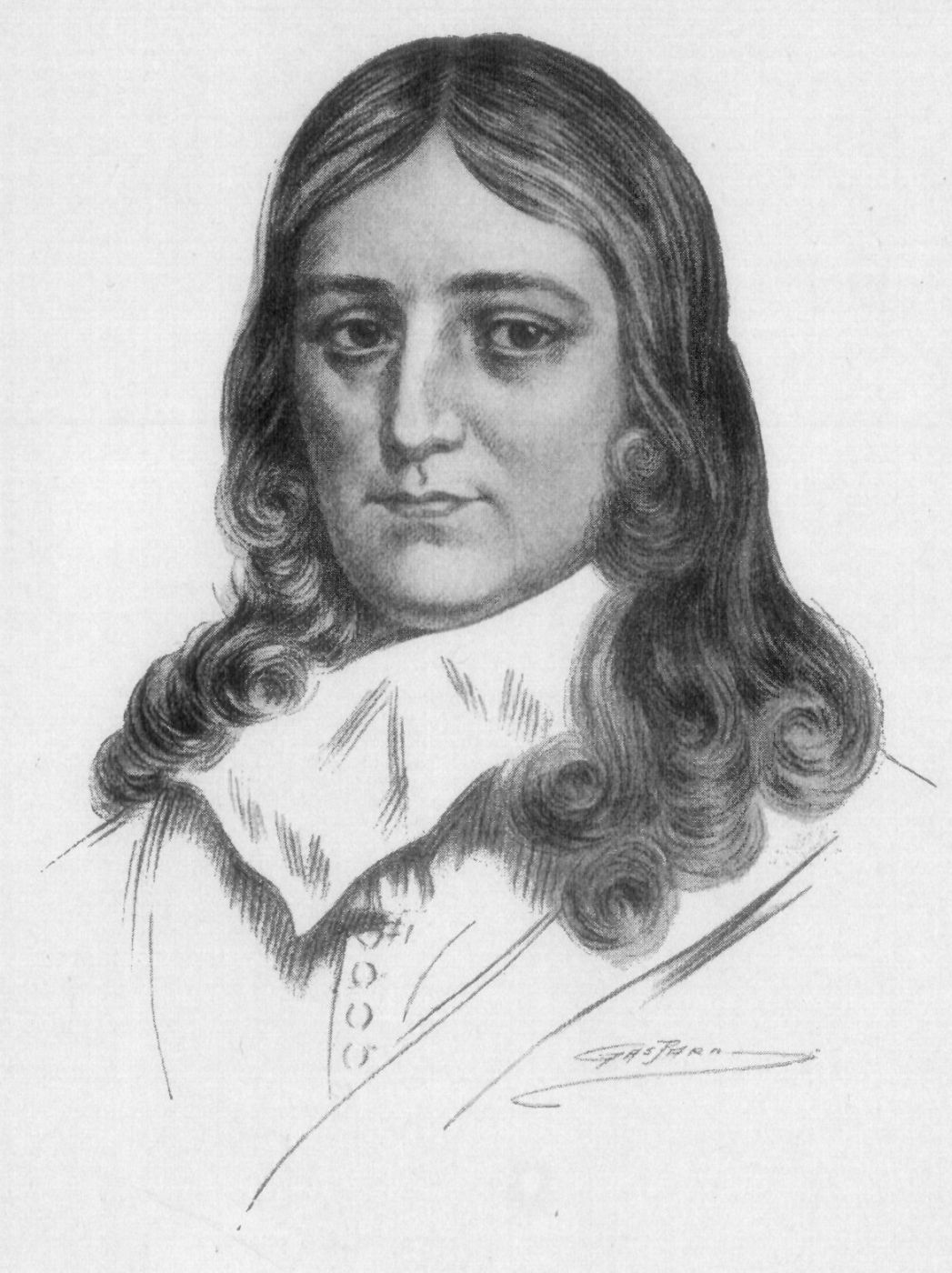
John Milton.

En revanche, concernant la forme, Elizabeth a adopté le modèle pétrarquien (ou pétrarquiste), qu'on appelle aussi en français « italien » ou encore « marotique », avec chiusa rima, c'est-à-dire « rimes embrassées », selon le schéma [A, B, B, A / B, C, C, B, /] pour les quatrains et rimes alternées [D, C, D, / E, F, E /] pour les tercets. Cependant, la pause, la volta, qui divise le sonnet pétrarquien en deux parties n'est pas toujours respectée, se situant en amont ou en aval. Les Sonnets portugais se rapprochent donc beaucoup de la structure déjà utilisée par John Milton (1608-1674) et aussi, plus près d'Elizabeth Barrett Browning, quoique moins souvent, par William Wordsworth (1770-1850), le chef de file des premiers romantiques.
De plus, en ce qui concerne la métrique, elle se préoccupe surtout de la musique, ce que les Anglais appellent « the lilt » des vers. Son schéma de rimes n'est pas très orthodoxe, avec des assonances associées à de véritables rimes. Ainsi, par exemple, dans le sonnet I, on trouve : sung / years / appears / young // tongue / tears / years / flung // 'ware / move / hair // strove / there / Love, séquence comprenant les assonances : appears / tears / years // move / strove.

#### Influences reçues pourAurora Leigh
La première influence directe a été la présence de Robert Browning. Comme l'écrit Mary Sanders Pollock, « Avant que ne commence sa relation avec Robert Browning en 1845, le désir de Barrett de s'engager dans des débats publics concernant les questions sociales et esthétiques en poésie, qui avait été si puissant pendant sa jeunesse, perdit peu à peu de son ardeur, tout comme sa santé physique. Sa présence intellectuelle et son être physique n'étaient plus que l'ombre d'eux-mêmes »,.
Lorsqu'elle cherche des poétesses anglaises l'ayant précédée, Elizabeth Barrett Browning se lamente : « Je cherche partout des grands-mères et n'en vois aucune » (I look everywhere for grandmothers and see none). En revanche, elle apprécie certaines romancières, à l'exception de Jane Austen (1775-1807), à propos de qui elle écrit : « Elle atteint la perfection dans ce qu'elle entreprend… mais son excellence, me semble-t-il, repose plus dans l'exécution que d'ans l'aspiration. Sa vision de la vie est étroite, terre à terre et essentiellement non-poétique […] Ses personnages ne lèvent jamais le regard, et quand ils le tournent vers eux-mêmes, ils ne touchent pas au tréfonds […] La Vie Conventionnelle n'est pas la Vie Intérieure […] Dieu, la Nature, l'Âme, qu'est-ce qu'elle en dit, ou même suggère à leur propos ? »,.

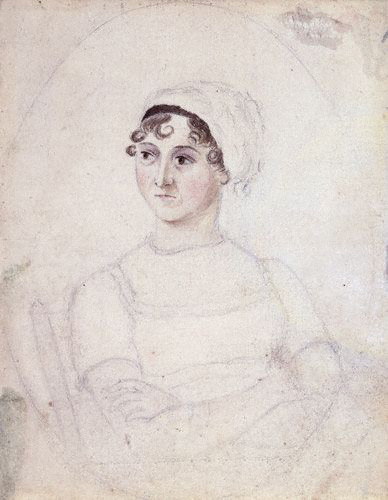
Jane Austen qu'Elizabeth juge superficielle.
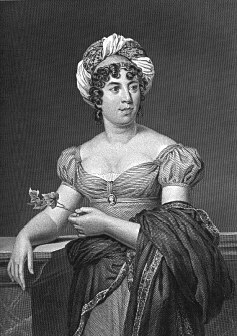
Madame de Staël qu'Elizabeth a lue et relue.
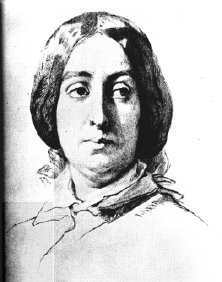
George Sand vers 1847. l'année de Consuelo.

Corinne, de Madame de Staël (1766-1817), paru en 1807, qu'elle avait lue trois fois avant l'âge de vingt ans, et dans lequel la femme moderne fait sa première apparition, a pu lui suggérer l'idée d'un roman chargé d'idées et avec des digressions tel que Aurora Leigh. Corinne, son personnage central, née d'une mère italienne et d'un père anglais, vit en Italie jusqu'à son adolescence, puis est envoyée à la campagne en Angleterre pour apprendre à devenir une dame. À son retour, cependant, comme Aurora, elle comprend que sa vocation est celle d'une artiste.
De même, les romans de George Sand (1804-1876) ont nourri l'imaginaire d'Elizabeth Barrett Browning et certains critiques de l'époque ne s'y sont pas trompés lorsqu'ils se sont plaints qu'Aurora Leigh « ressemblait trop » à Consuelo. De fait, Elizabeth Barrett Browning appréciait particulièrement ce roman qu'elle comparait à l’Odyssée, « une sorte d'Odyssée vagabonde, une Odyssée au féminin, si vous préférez » (a sort of rambling Odyssey, a female Odyssey, if you like).
Jane Eyre et Villette de Charlotte Brontë (1816-1855) ont également été l'objet de son admiration et on ne peut manquer d'être frappé par la ressemblance, dans Aurora Leigh (voir chapitre ci-dessus), entre Romney Leigh et St John Rivers, et aussi par le fait que ce personnage central partage le sort des deux protagonistes masculins de Jane Eyre, le rejet par Jane, l'héroïne, de St John Rivers, son sauveur, et la mutilation (perte de la vue) de Rochester, son seul amour.
Il existe également des liens intertextuels entre Aurora Leigh et des romans « pères ou frères ». Ainsi Le Cousin Pons de Balzac (1799-1850) dont Elizabeth écrivait que son auteur « [avait] pris [son] sujet dans la fange de l'humanité et lui avait conféré gloire et consécration » ([had] taken [the] subject out of the lowest mud of humanity, and glorified and consecrated it), remarque pouvant s'appliquer à Marian Earle, la jeune couturière. L'expression « la plus immonde fange » (lowest mud), ici, se réfère non pas au caractère de ce personnage, mais à son extraction sociale.

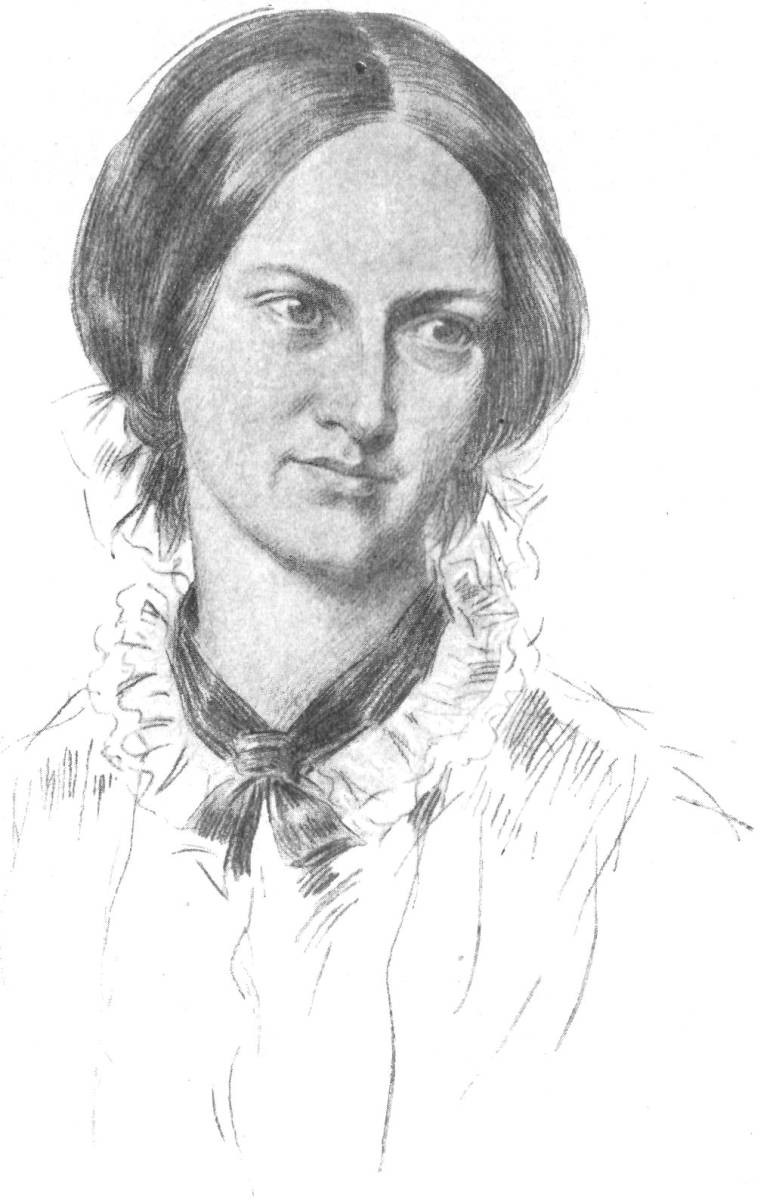
Charlotte Brontë, par Richmond, peu après Jane Eyre.
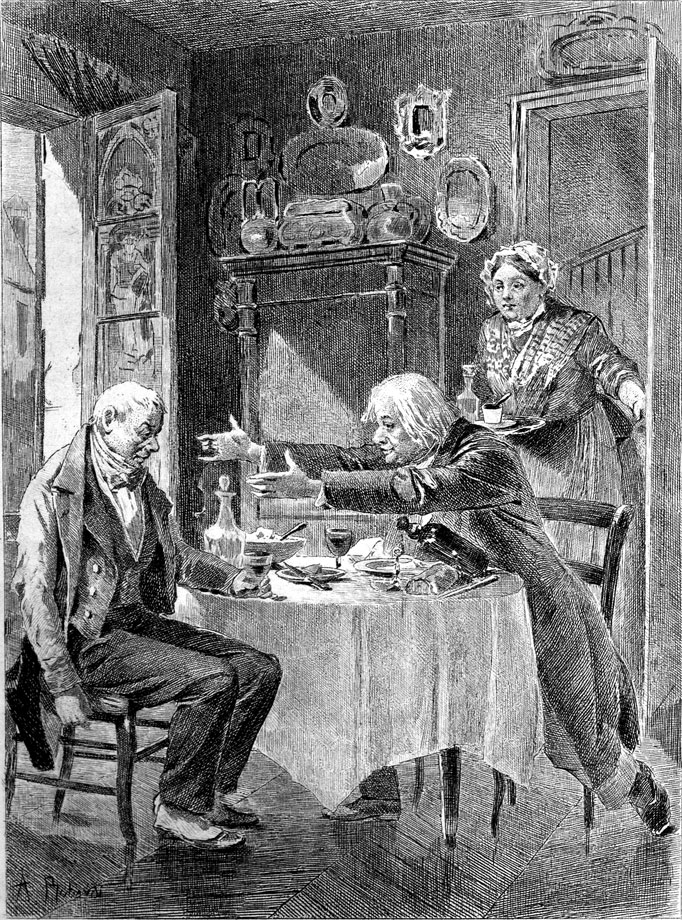
Page de titre du Cousin Pons.
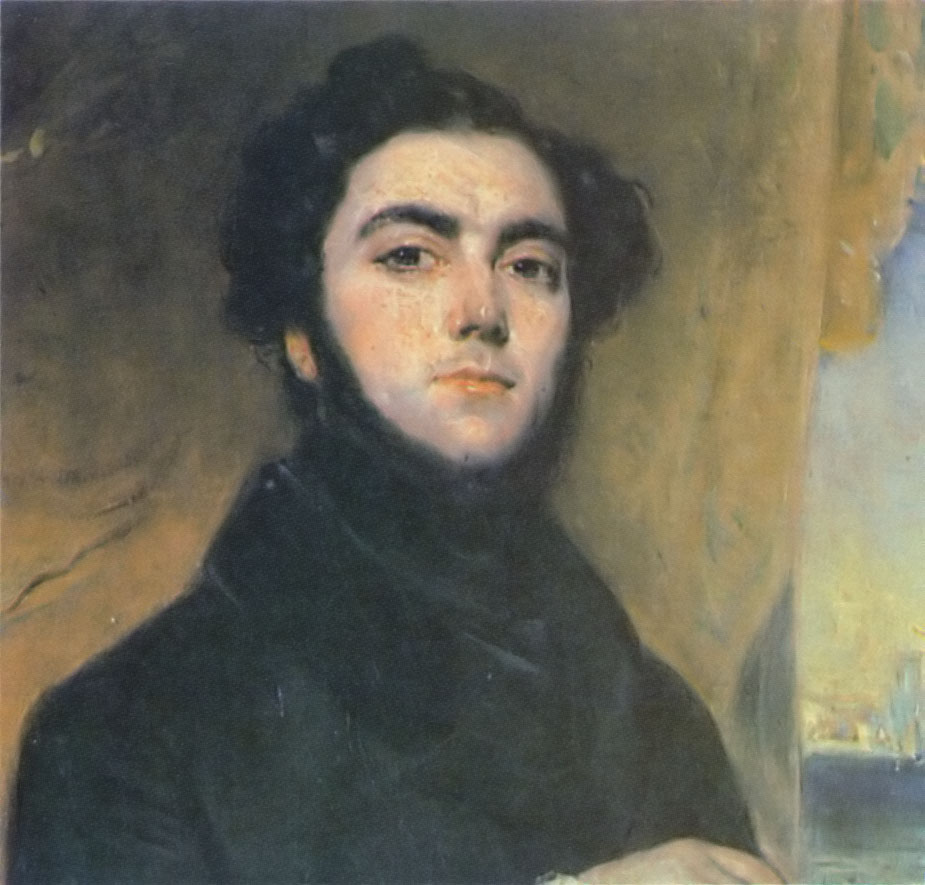
Eugène Sue qu'Elizabeth admire, par G. G. Lepaule.
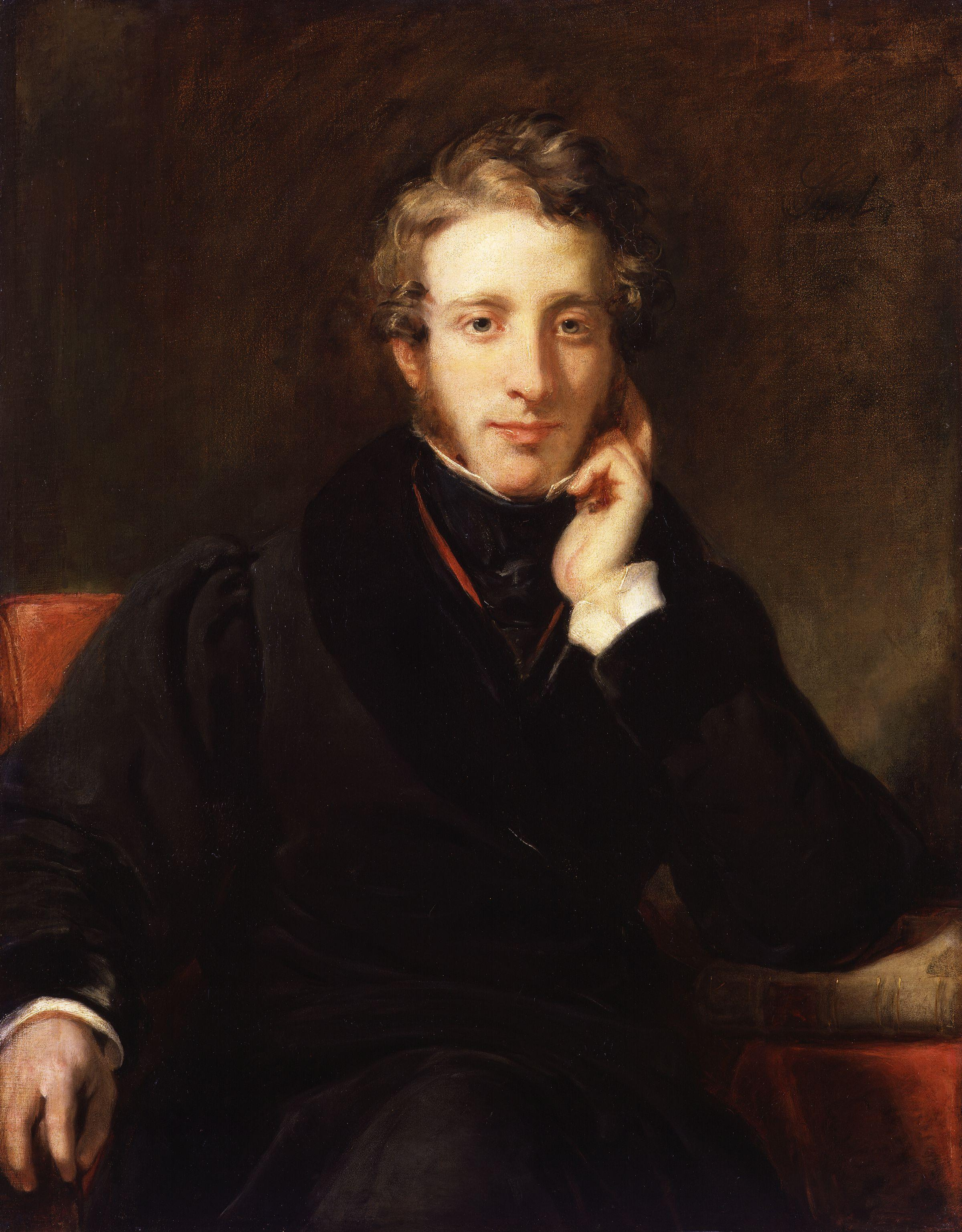
Lord Lytton vers 1837, l'année d'Ernest Maltravers (tableau de Henry William Pickersgill.

Autre romancier français qu'elle admire, Eugène Sue (1804-1857) dont elle écrit que Les Mystères de Paris est « une œuvre de génie et de puissance » (a work of genius and power ), malgré ses extravagances, et à l'héroïne vertueuse duquel, Fleur-de-Marie, elle a emprunté les traits essentiels de Marian Earle (voir chapitre Aurora Leigh).
Enfin, la fiction d'Edward Bulwer-Lytton (1803-1873), dont elle qualifie l'Ernest Maltravers de « splendid », l'a frappée par sa contemporanéité et elle revendique pleinement le jugement de Bulwer Lytton lorsqu'il écrit que son livre porte « […] le projet philosophique d'une éducation morale et d'un apprentissage » ([…] the philosophical design, of a moral education or apprenticeship) […] « transmis par les propos et la vie d'un écrivain imaginaire de notre temps » (conveyed through the lips or in the life of an imaginary writer of our own time).
Comme Aurora Leigh, tous ces ouvrages ont pour thèmes, à des degrés divers, l'initiation, l'apprentissage, le passage, la vocation et l'élévation.

## Influences exercées par Elizabeth Barrett Browning

### Sur les problèmes sociaux et politiques de son temps
Elizabeth Barrett Browning a suscité en ses contemporains cultivés, tant en Angleterre qu'aux États-Unis, une estime inégalée pour une femme-poète au XIXe siècle.
Cela, elle le doit à son talent, mais aussi à ses prises de position contre les injustices sociales de son temps : le commerce des esclaves dans l'Empire britannique, dont son propre père a longtemps bénéficié, et aussi en Amérique et dans les autres empires coloniaux, l'oppression des Italiens par l'empire d'Autriche, le travail des enfants dans les mines et les manufactures de son pays, la condition des femmes.
Les deux principaux poèmes concernés, cités plus haut, Casa Guidi Windows et Poems before Congress, sont tout entiers consacrés aux mouvements de libération italiens.

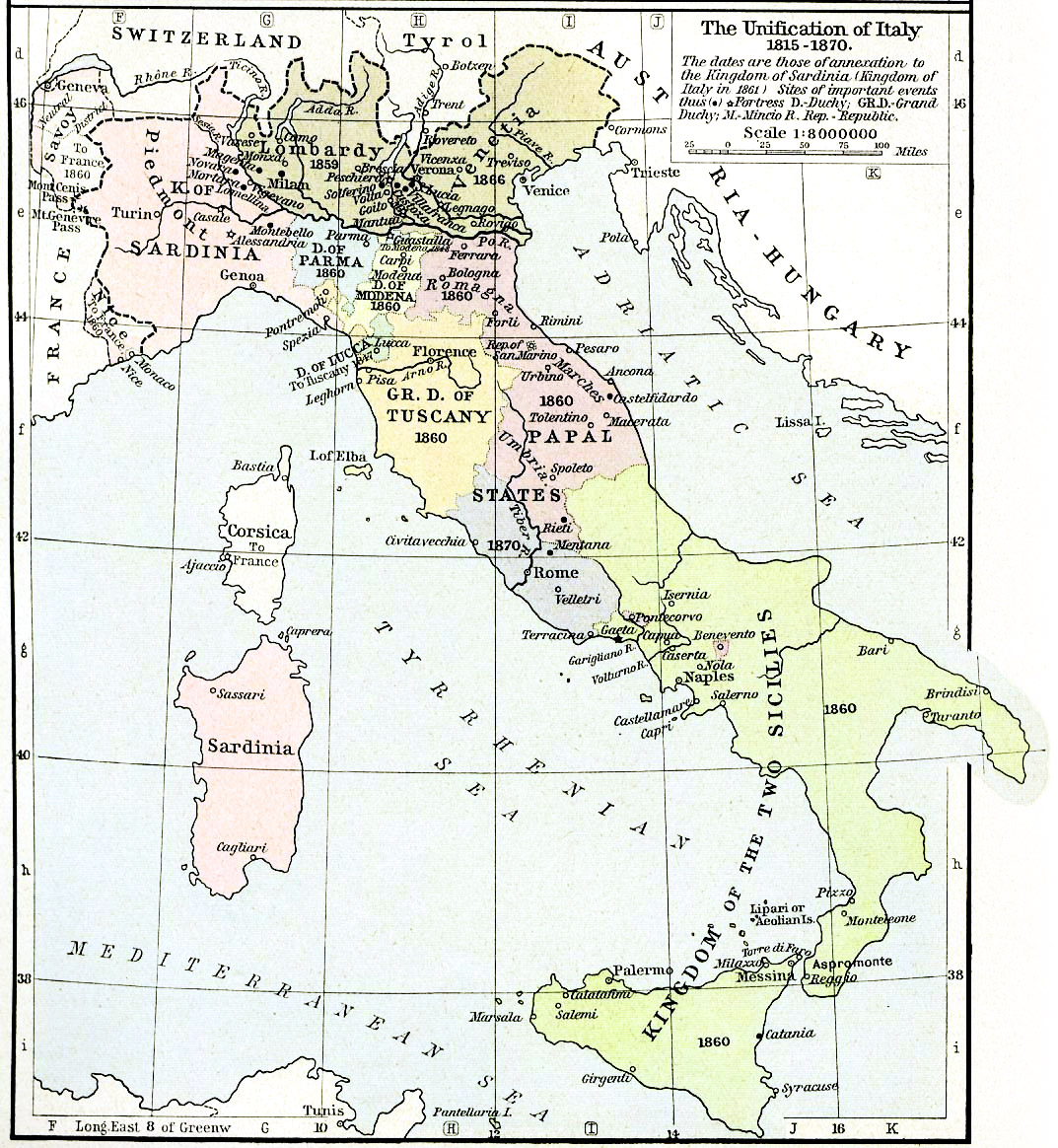
Les États italiens, lors de l'unité italienne.

Dès 1851, le premier exprime l'espoir que ces nouveaux groupes libéraux œuvreront en faveur de l'unification et la liberté de la nation italienne. La seconde partie du poème, cependant, écrite après que la mouvance a été écrasée par l'impérialisme autrichien, porte la marque de la désillusion. Et lorsque, après une décennie de trêve, les Italiens reprennent la lutte, mais se voient obligés d'accepter que Venise reste sous la domination des Habsbourg, Elizabeth Barrett Browning écrit le second, en 1860, et prend à partie le gouvernement anglais pour sa politique de non-intervention. L'un des poèmes de ce dernier recueil, A Curse for a Nation (« La malédiction d'une nation »), qui attaque l'esclavage aux Amériques, avait déjà été publié dans un journal abolitionniste de Boston.
Aurora Leigh a aussi suscité l'intérêt, positif ou négatif, de ses contemporains par ses prises de position sur la condition des femmes, placées sous la domination masculine, revendiquant à son héroïne le droit fondamental d'accomplir son destin de poétesse et d'artiste.

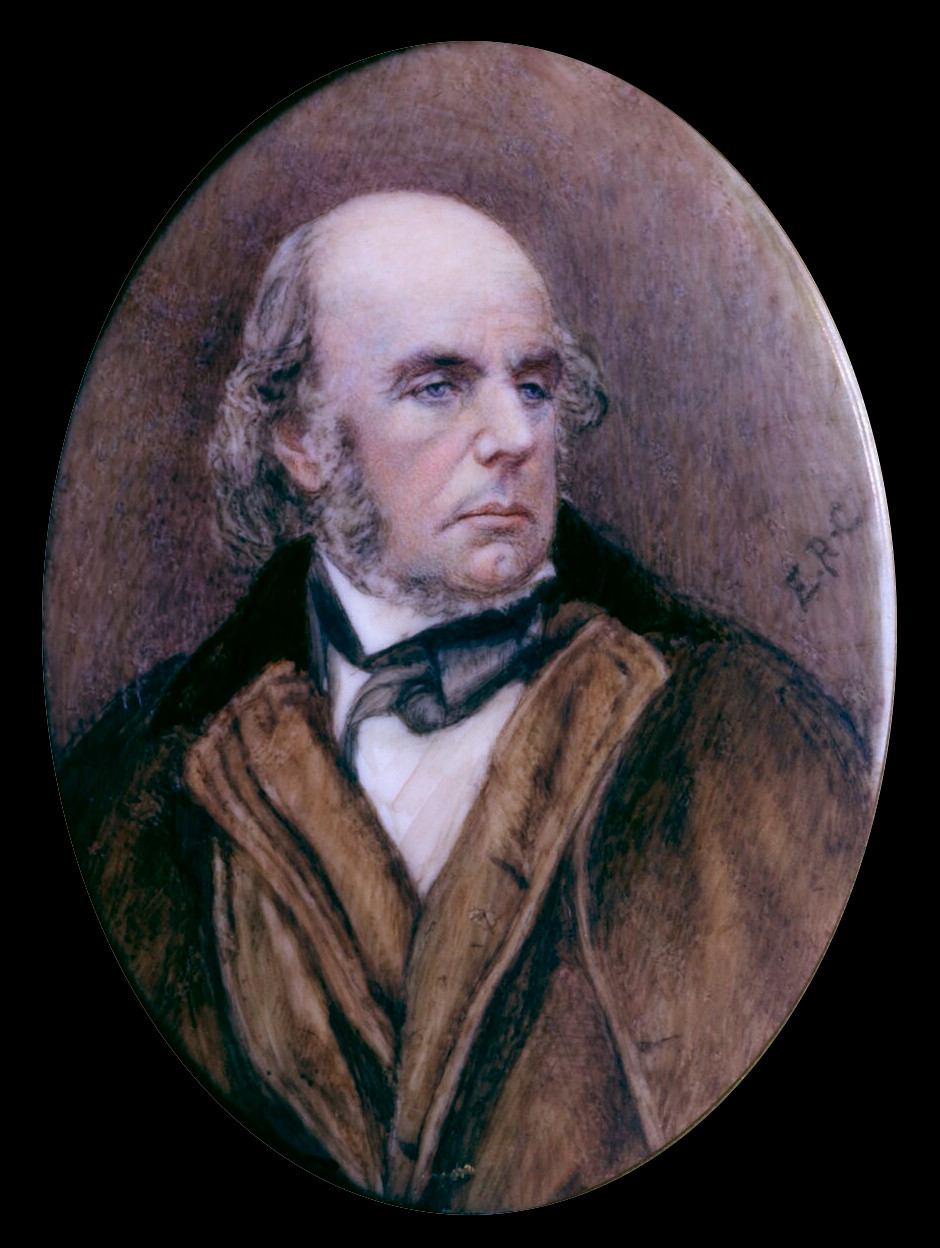
Edward FitzGerald, qui ne regrette pas Elizabeth.

John Ruskin salue l'ouvrage, écrivant de lui qu'il est « […] la parfaite expression poétique de l'époque ». En revanche, Edward FitzGerald, le traducteur du Rubaiyat d'Omar Khayyam (1803-1883), s'avoue plutôt content lorsqu'il commente le décès d'Elizabeth : « La Mort de Mrs Browning, à dire vrai, m'est plutôt un soulagement. Dieu merci, plus d'Aurora Leigh ! Une femme de génie, certes ; mais pour quel résultat ? Elle et ses Semblables feraient mieux de se préoccuper de la Cuisine et des Enfants, et peut-être des Pauvres. À part quelques petits Romans, elles ne se consacrent qu'à ce que les Hommes font beaucoup mieux qu'elles »,.
En 1899, Lilian Whiting publie une biographie d'Elizabeth Barrett Browning avec pour titre A study of Elizabeth Barrett Browning (« Étude d'Elizabeth Barrett Browning » dans laquelle elle l'appelle « la plus philosophique des poètes », et décrit sa vie comme étant « un Évangile de Christianisme appliqué ». Elle ajoute que tous ses poèmes ont une visée particulière et ne relève en aucune façon d'une conception de l'art pour l'art.
Cependant, les critiques de la fin du siècle, quelque quarante années après sa mort, reconnaissent la valeur universelle de poèmes comme The Cry of the Children (« Le cri des enfants »), Isobel's Child (« L'enfant d'Isabelle «) ou encore Bertha in the Lane (« Bertha sur le sentier ») et de nombreuses sections d'Aurora Leigh.
Plus récemment, les mouvements féministes se sont particulièrement intéressés à son œuvre. Elizabeth Barrett Browning, pourtant, rejetait certains des principes du féminisme, indiquant dans ses lettres à Mary Russell Mitford et aussi à son mari qu'elle était persuadée que la femme restait intellectuellement inférieure. La critique féministe s'est servie des techniques de déconstruction prônées par Jacques Derrida pour valoriser son importance. Par exemple, Angela Leighton écrit que du seul fait qu'Elizabeth Barrett Browning participe, en tant que femme, du monde littéraire, dans lequel prévaut la voix et l'expression masculines, « elle se définit en une opposition mystérieuse à tout ce qui distingue le sujet de sexe masculin qui écrit ».

### Sur les écrivains

#### Robert Browning, son mari

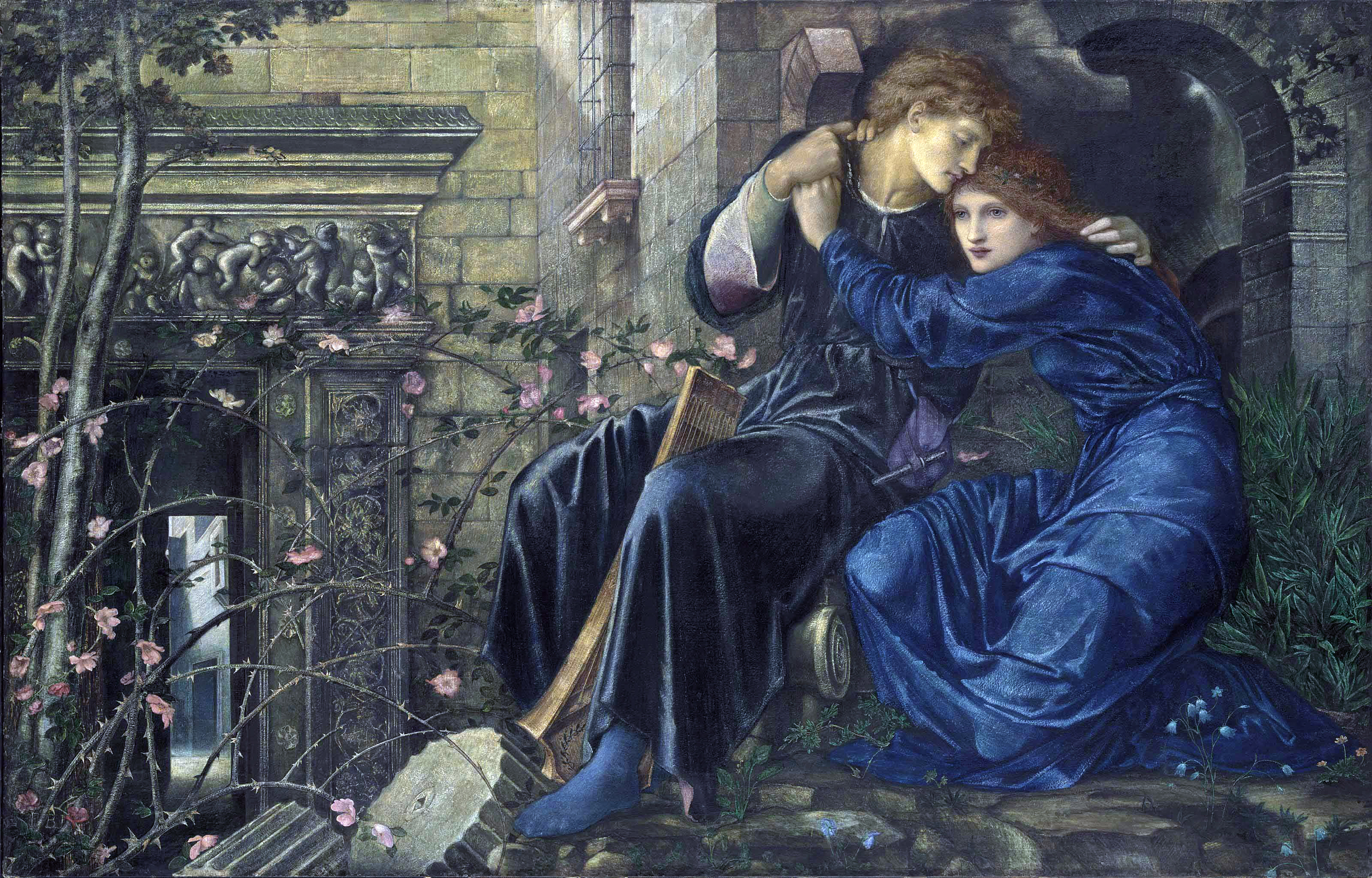
Love among the Ruins, par Edward Burne-Jones.

Robert Browning a été inspiré par l'amour partagé avec son épouse. Ainsi, dans Men and Women (« Hommes et femmes »), se trouvent plusieurs poèmes chantant les vicissitudes du sentiment. Love among the Ruins (« L'amour parmi les ruines »), bien que passionnel, dénonce l'infirmité de la volonté qui conduit à l'échec ; By the Fireside (« Au coin du feu ») célèbre l'amour conjugal (vers 21 : My perfect wife, my Leonor [« Mon épouse parfaite, ma Léonore »]) ; Two in the Campagna (« À deux dans la campagne italienne ») laisse à voir, au-delà de l'union des cœurs, la « fusion » métaphysique des âmes ; Any Wife to any Husband (« Une femme à un mari ») pose le problème de la fidélité chez l'homme et la femme et conclut à la supériorité de la nature féminine ; enfin, dans One Word More (« Un mot de plus »), Browning prend directement la parole et exalte la suprématie de l'amour, qui triomphe du passé, de la vieillesse et de la mort.

#### Le poète anglais Algernon Swinburne

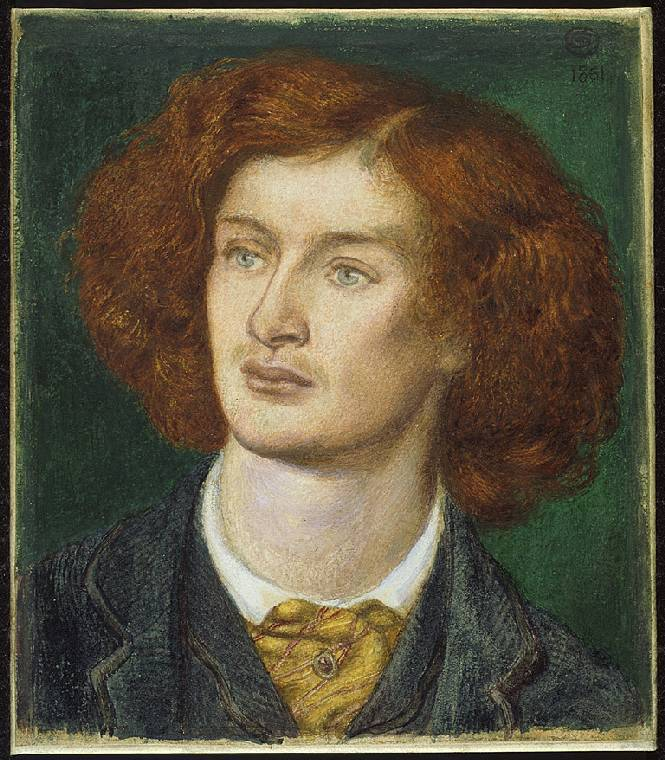
Algernon Charles Swinburne.

Algernon Swinburne a toujours admiré le couple Browning. À la mort de Robert, le mari d'Elizabeth, il a composé une série de sept sonnets écrits en trois jours, les 13, 14 et 15 décembre 1889, consacrés à sa personnalité, à son œuvre et aussi, aux sentiments que lui inspire cette perte.
De même, en 1898, il revient sur, cette fois, Elizabeth et consacre un essai à son Aurora Leigh. Là encore, il exprime son étonnement pour l'originalité, le courage et le caractère prophétique de ce roman en vers dans lequel il trouve nombre de thèmes qu'il revendique pour lui-même. De plus, il analyse la prouesse littéraire, nourrie par l'érudition, à la fois antique et moderne, qui, loin d'alourdir le texte, lui confère une densité conduisant à la réflexion et validant la complexité des développements.

#### Le poète et nouvelliste américain Edgar Allan Poe

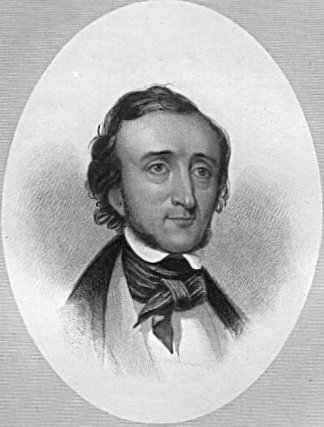
Edgar Allan Poe vers 1840.

Edgar Allan Poe s'est inspiré de Lady Geraldine's Courtship (« Faire la cour à Lady Geraldine ») et a emprunté sa versification pour The Raven (« Le corbeau »). Poe avait écrit une critique de The Drama of Exile and Other Poems (1844) d'Elizabeth Barrett Browning en janvier 1845 dans le Broadway Journal : « […] son inspiration poétique est au zénith - on ne saurait rien concevoir de plus souverain. Son sens de l'Art est la pureté même » ([…] her poetic inspiration is the highest - we can conceive of nothing more august. Her sense of Art is pure in itself. (. En retour, Elizabeth l'avait félicité pour The Raven (« Le corbeau ») et Poe lui avait dédié son ensemble The Raven and Other Poems (« Le corbeau et autres poèmes »), la décrivant comme « la plus noble des femmes » (the noblest of her sex).

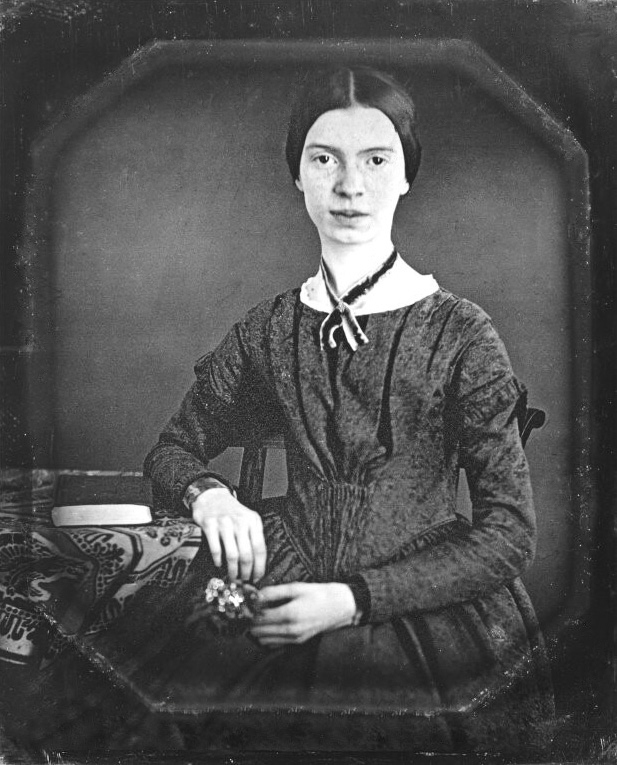
Emily Dickinson (photographie présumée prise entre décembre 1846 et mars 1847).

#### La poétesse américaine Emily Dickinson
Emily Dickinson a passé, comme Elizabeth Barrett Browning, une bonne partie de sa vie recluse dans sa chambre, et elle admire son opiniâtreté, son militantisme et aussi la qualité d'extrême finition de ses œuvres. Elle garde précieusement sur elle une photographie de son tombeau dans le Carré anglais du cimetière de Florence. Jack L. Capps a même montré, dans Emily Dickinson's Reading, 1836-1886, qu'elle lui emprunte des passages pour les intégrer plus ou moins directement dans certains de ses propres poèmes.

#### La romancière Elizabeth Stuart Phelps Ward

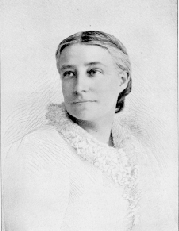
Elizabeth Stuart Phelps Ward.

Elizabeth Stuart Phelps Ward, tout comme Emily Dickinson et Elizabeth Barrett Browning a connu une période de réclusion après la disparition de son fiancé pendant la Guerre de Sécession, période pendant laquelle, elle décide de devenir écrivain. Elle tire son inspiration d'Aurora Leigh qu'elle a lu à ses seize ans, appel à la contemplation poétique qui l'a ravie.

#### Le poète autrichien Rainer Maria Rilke

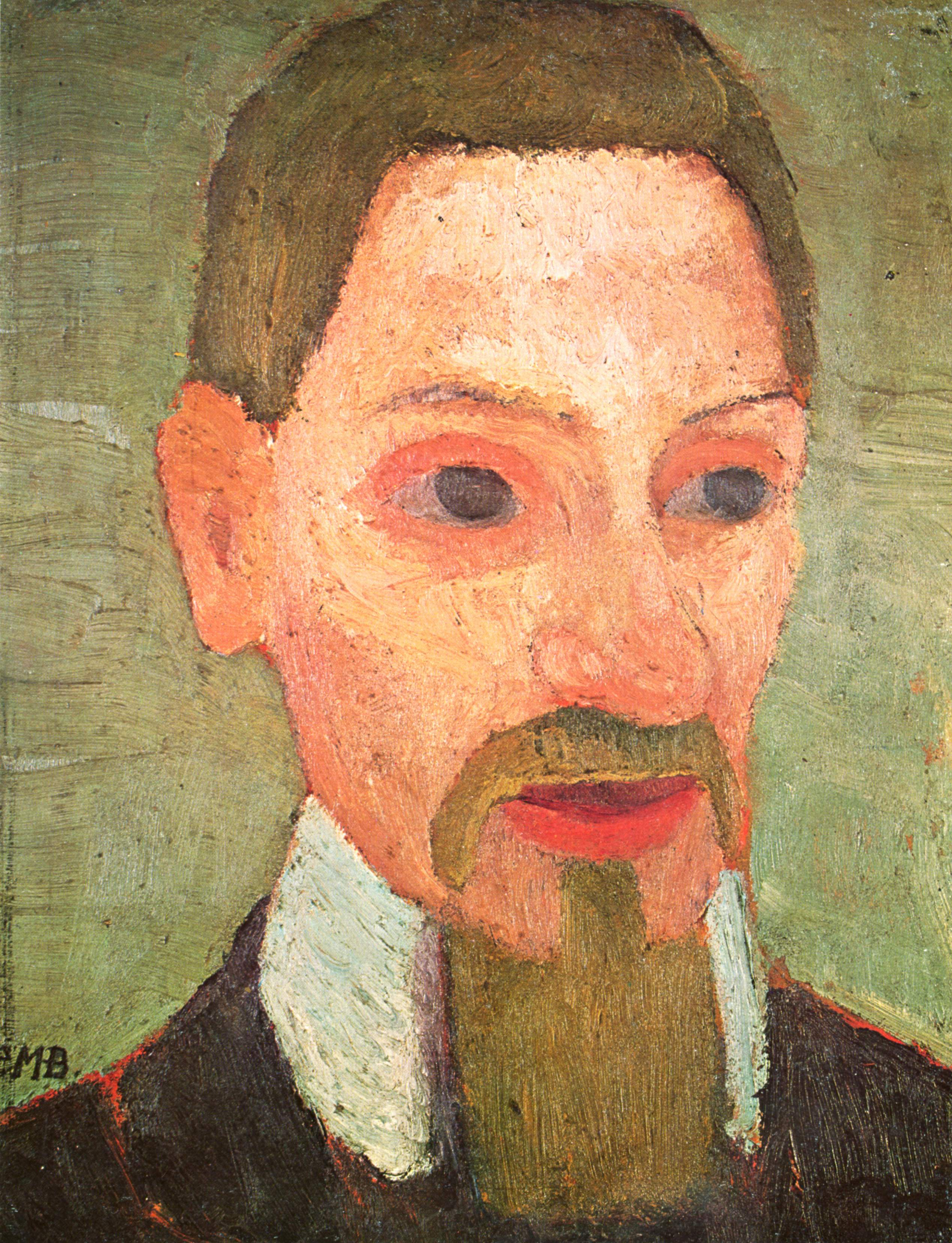
Portrait de Rainer Maria Rilke (1906), par Paula Modersohn-Becker.

Rainer Maria Rilke a été fasciné par les Sonnets from the Portuguese. Cette fascination est analysée en filigrane par Lauraine Jungelson dans la deuxième partie de sa présentation du recueil de l'édition bilingue publiée par Fayard. Elle commence par souligner le paradoxe de cet intérêt, puisque les sonnets célèbrent l'amour partagé alors que Rilke se fait le chantre de l'amour sans réciprocité. Pour lui, la figure de l’aimante devient une allégorie de l'action d'aimer. Pourtant, il décèle dans Elizabeth des « reflets de la femme idéale ».
En un sens, Elizabeth défie sa théorie : pour lui, « il est à peine pensable qu'une femme puisse s'adonner à l'art sans faire de mal à sa nature ». D'après Lauraine Jungelson, « Les idées de Rilke sur l'homme, la femme, l'amour ou la création, contenues dans Les Carnets de Malte Laurids Brigge, publiés en 1910, s'inspirent des travaux de Lou Andréas-Salomé et, en particulier, d'Éros, recueil de quatre essais dont deux, L'Humanité de la femme (1899) et Réflexions sur le problème de l'amour (1900), datent de l'époque où les deux auteurs (Rilke et Lou Andréas-Salomé) entretenaient encore une relation amoureuse. » ; or, Elizabeth Barrett Browning concilie amour dans la vie, et non hors d'elle, et création littéraire.
Comme chez son mari Robert Browning, l'amour conjugal, loin de la paralyser, décuple son pouvoir poétique dont il est l'inspiration devenue princeps. Il est donc impossible de considérer les sonnets en dehors de leur référence personnelle. C'est à ce titre que Rilke écrit de la voix d'Elizabeth Barrett Browning qu'elle reste « un des grands appels d'oiseau dans les paysages de l'amour ».

#### L'écrivain Virginia Woolf

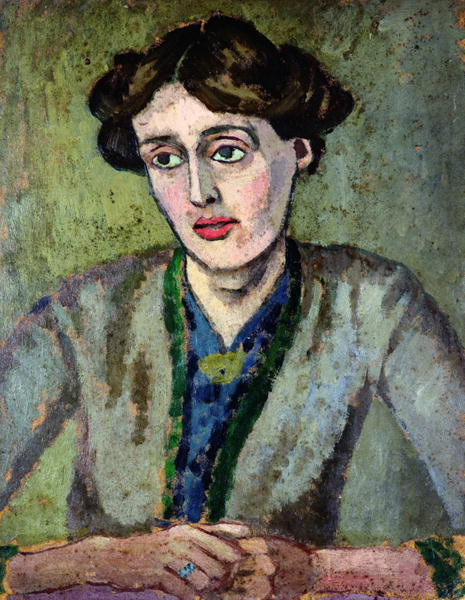
Virginia Woolf par Roger Fry.

Virginia Woolf a consacré à Elizabeth Barrett Browning une biographie fictive originale, à travers l'« autobiographie » de son chien, l'épagneul Flush (Flush, a Biography). Le mot autobiography est apparu très tard : c'est Robert Southey qui l'emploie pour la première fois en Angleterre en 1809, et encore avec un trait d'union entre « auto » et « biography », à l'imitation de l'allemand « Selbst-Biographie ». Il est donc à supposer que Virginia Woolf, en 1933, a désiré, par l'usage de « Biography », respecter l'appellation qui prévalait encore en la première moitié du XIXe siècle. En fait, très vite, l'ouvrage devient un récit de la vie de la poétesse, censément du point de vue de l'animal qui a le privilège de côtoyer une femme exceptionnelle, d'abord à la campagne, puis dans la capitale, enfin dans une Italie bucolique. La fiction biographique est l'occasion, pour Virginia Woolf, de poser certains problèmes, rejoignant les préoccupations d'Elizabeth Barrett Browning, qui lui tiennent à cœur, politiques, sociaux ou même environnementaux.
De plus, elle a été passionnée par Aurora Leigh (Voir le chapitre ci-dessus). Elle le lit et le relit, et la troisième fois, elle déclare le faire « […] avec encore plus de plaisir que jamais auparavant » ([…] with more enjoyment than ever).
Dans sa présentation de l'ouvrage, publiée dans la Westminster Review, Virginia Woolf remarque qu'« […] aucun poème n'embrasse un tel éventail de pensées et d'émotions, ou prend semblable possession de notre nature. Mrs Browning est peut-être la première femme à donner un ouvrage mettant à nu la puissance et non la négation du féminin, qui ajoute à la vigueur, l'envergure et la culture masculine, la subtilité de perception, le vif de la sensibilité et la tendresse particuliers à une femme », et elle ajoute que l'héroïne d’Aurora Leigh, « […] avec sa passion pour les problèmes sociaux, son conflit en tant que femme et artiste, son aspiration au savoir et à la liberté, est la véritable fille de son époque »,.
Cet éloge, de la part d'un écrivain aussi renommé, a laissé des traces profondes dans la critique de l'œuvre d'Elizabeth Barrett Browning, qui, aujourd'hui encore, s'inscrit dans le sillage de Virginia Woolf et privilégie l'aspect revendicatif au détriment, peut-être, du lyrisme, exception faite des Sonnets portugais.

## Œuvres
Liste complète des publications classées par ordre chronologique de parution :

### Poésie
- The Battle of Marathon: A Poem (« La bataille de Marathon : poème »), 1820
- An Essay on Mind, with Other Poems (« Essai sur l'esprit et autres poèmes »), 1826
- Miscellaneous Poems (« Poèmes divers »), 1833
- The Seraphim and Other Poems (« Le Séraphin et autres poèmes »), 1838
- Poems (Poèmes), 1844.
- A Drama of Exile: and other Poems (« Drame de l'exil et autres poèmes »), 1845
- Sonnets from the Portuguese (« Sonnets portugais »), 1850 (traduits en 1945 par Alliette Audra, éditions Corréa)
- The Poems of Elizabeth Barrett Browning (« Les poèmes d'Elizabeth Barrett Browning »), 1850
- Poems: New Edition (« Poèmes : nouvelle édition »), 1850
- Casa Guidi Windows: A Poem (« Les fenêtres de la Casa Guidi : poème »), 1851
- Poems: Third Edition (Poèmes, troisième édition), 1853
- Two Poems (« Deux poèmes »), 1854
- Poems: Fourth Edition (« Poèmes, quatrième édition »), 1856
- Aurora Leigh, 1857
- Napoleon III in Italy, and Other Poems (« Napoléon III en Italie et autres poèmes »), 1860
- Poems before Congress (« Poèmes d'avant le Congrès »), 1860
- Last Poems (« Derniers poèmes »), 1862
- The Poetical Works of Elizabeth Barrett Browning (« Les œuvres poétiques d'Elizabeth Barrett Browning »), 1889
- The Poetical Works of Elizabeth Barrett Browning (« Les œuvres poétiques d'Elizabeth Barrett Browning »), 1897
- The Complete Poetical Works of Elizabeth Barrett Browning (« Les œuvres poétiques complètes d'Elizabeth Barrett Browning »), 1900
- The Complete Works of Elizabeth Barrett Browning (« Les œuvres complètes d'Elizabeth Barrett Browning »), 1900
- Elizabeth Barrett Browning: Hitherto Unpublished Poems and Stories (« Poèmes non encore publiés d'Elizabeth Barrett Browning ») 1914
- New Poems by Robert and Elizabeth Barrett Browning (« Nouveaux poèmes de Robert et Elizabeth Barrett Browning »), 1914

### Prose
- Elizabeth Barrett Browning, Letters to Her Sister, 1846-1859 (« Lettres à sa sœur »), 1929
- Letters from Elizabeth Barrett to B. R. Haydon (« Lettres d'Elizabeth Barrett à B. R. Haydon »), 1939[N 16]
- Queen Annelida and False Arcite, "The Complaint of *Annelida to False Arcite" (« La reine Annelida et le faux Arcite », « Plainte d'Annelida au faux Arcite »), 1841
- A New Spirit of the Age (« L'esprit nouveau de l'époque »), 1844
- "The Daughters of Pandarus" from the Odyssey (« Les filles de Pandarus », d'après l'Odyssée »), 1846
- The Greek Christian Poets and the English Poets (« Les poètes grecs chrétiens et les poètes anglais »), 1863
- Psyche Apocalyptè: A Lyrical Drama (« Psyché Apocalyptè, drame lyrique »), 1876
- Letters of Elizabeth Barrett Browning Addressed to Richard Hengist Horne (« Lettres d'Elizabeth Barrett Browning adressées à Richard Henry ou Hengist Horne »), 1877[N 17]
- The Letters of Elizabeth Barrett Browning (« Lettres d'Elizabeth Barrett Browning »), 1897
- The Poet's Enrichidion (« L'Enrichidion du poète »), 1914[N 18]
- Letters to Robert Browning and Other Correspondents by Elizabeth Barrett Browning (« Lettres d'Elizabeth Barrett Browning à Robert Browning et autres correspondants »), 1916
- Twenty Unpublished Letters of Elizabeth Barrett to Hugh Stuart Boyd (« Vingt lettres inédites d'Elizabeth Barrett Browning à Hugh Stuart Boyd »), 1950
- New Letters from Mrs. Browning to Isa Blagden (« Nouvelles lettres de Mrs Browning à Isa Blagden »), 1951
- The Unpublished Letters of Elizabeth Barrett Browning to Mary Russell Mitford (« Lettres inédites d'Elizabeth Barrett Browning à Mary Russell Mitford », 1954
- Elizabeth Barrett to Mr Boyd : unpublished letters of Elizabeth Barrett Browning to Hugh Stuart Boyd (« Lettres inédites d'Elizabeth Barrett à Hugh Stuart Boyd »), introduction et édition par Barbara P. McCarthy, London, J. Murray, 1955
- Letters of the Brownings to George Barrett (« Lettres des Browning à George Barrett »), 1958
- Diary by E. B. B.: The Unpublished Diary of Elizabeth Barrett Browning (« Journal d'E. B. B. », Le journal inédit d'Elizabeth Barrett Browning, 1831-1832), 1969
- The Letters of Robert Browning and Elizabeth Barrett Browning, 1845-1846 (« Correspondance de Robert Browning et Elizabeth Barrett Browning»), 1969
- Invisible Friends (« Les amis invisibles »), 1972
- Elizabeth Barrett Browning's Letters to Mrs David Ogilvy, 1849-1861 (« Lettres d'Elizabeth Barrett Browning à Mrs David Ogilvy »), 1973

### Anthologie
- Prometheus Bound (« Prométhée enchaîné »), 1833

## Elizabeth Barrett Browning dans la culture
- Un film a été réalisé avec pour titre The Barretts of Wimpole Street (« Les Barrett de la rue Wimpole ») : une première version en 1934 avec Fredric March dans le rôle de Robert Browning et Norma Shearer dans celui d'Elizabeth Barrett Browning[154], puis une deuxième, intitulé en français Miss Ba, avec Basil Rathbone et Katharine Cornell, enfin une troisième en 1957 avec John Gielgud et Jennifer Jones[155]. Les deux films sont basés sur la pièce homonyme de Rudolf Besier, écrite en 1930 et montée pour la première fois au Malvern Festival en Angleterre cette même année par Barry Jackson, puis en 1931 à l'Empire Theatre sur Broadway[156].
- Le père d'Elizabeth Barrett Browning est mentionné dans Sleeping Murder d'Agatha Christie.
- Elizabeth Barrett Browning est mentionnée dans le film Love Story d'Arthur Hiller (1970) : « Barrett, comme la poétesse ? »
- Elizabeth Barrett Browning est présente dans un épisode de Life with Derek (« La vie avec Derek »).
- Elizabeth Barrett Browning est le nom que porte le chat de Diane dans un épisode de Cheers (« À la vôtre »).
- Elizabeth Barrett Browning est mentionnée dans un épisode de Three's Company (« En trio »).
- Elizabeth Barrett Browning est mentionnée dans un épisode de Gilmore Girls (« Les filles Gilmore »).

## Mémorial
- En l'honneur d'Elizabeth Barrett Browning, l'Université de Worcester a donné son nom à l'un de ses bâtiments.